# 高尾山古墳
高尾山古墳（たかおさんこふん）は、静岡県沼津市東熊堂（ひがしくまんどう）にある古墳である。形状は前方後方墳。国の史跡に指定されている。
沼津市教育委員会は古墳時代最初期の西暦250年頃（邪馬台国の時期）の築造と推定しており、古墳出現期の東日本では最古級かつ最大級の古墳とされている。日本考古学協会は、日本の初期国家形成過程の画期である古墳文化形成を解明する上で極めて重要な遺跡であると評価している。
また高尾山古墳は都市計画道路（沼津南一色線）の建設予定地にあたっており、沼津市は沼津南一色線を都市の骨格を形成する重要な路線であると位置付けている。そのため、これまで道路建設と古墳保存を巡って様々な議論がなされていて、古墳保存と道路建設事業の両立を目指した施策が検討されている。

## 高尾山古墳の発見と名称について

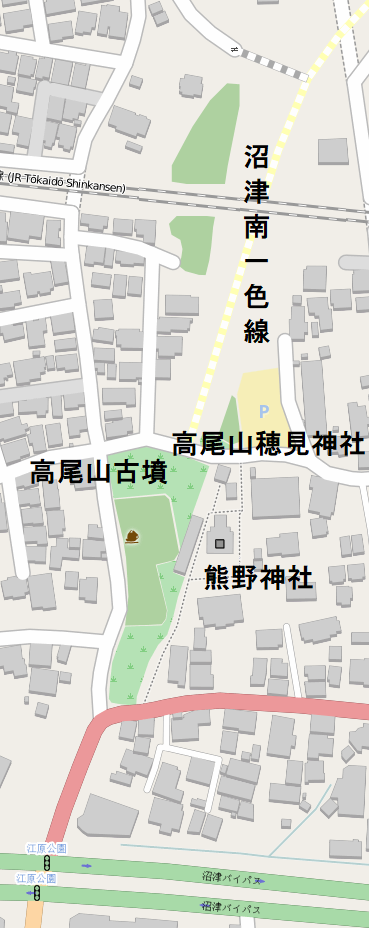
周囲の地図

高尾山古墳の墳丘部には、かつて前方部には熊野神社、後方部には高尾山穂見神社が鎮座していた。中でも後方部の高尾山穂見神社は方形をした高台に立地していたため、古墳の上に建てられているのではないかと推測されるようになった。
加藤学園考古学研究所に勤務していた小野真一は、知人とともに昭和40年代、東名高速道路に伴う遺跡調査中に、高尾山穂見神社は古墳上にあるのではないかと考えるようになった。小野は1978年（昭和53年）、自らの著書「目でみる沼津市の歴史」上で高尾山穂見神社にちなみ高尾山古墳として紹介し、墳形は方墳であるとしていた。ところがその後、沼津市が遺跡として登録する際、小字名にちなみ辻畑古墳として登録した。しかし辻畑は古墳北側の地名であり、高尾山古墳の小字名は正確には北方である。
沼津市が遺跡として登録したにもかかわらず、しばらくの間、調査が行われることもなく、古墳に伴う遺物等が確認されることもなかった。事態が動くきっかけとなったのが都市計画道路沼津南一色線の建設計画の進展であった。平成に入る頃から都市計画道路沼津南一色線の道路建設が進み、道路予定地となった熊野神社、高尾山穂見神社付近も2005年（平成17年）度までに用地取得が進んだ。そして両神社とも東側の隣地に移転することが決定したが、そこで問題となったのが高尾山穂見神社の下に眠っているとの説があった古墳の存在であった。そこでまず2005年度から神社の移転予定地と高尾山穂見神社の北東側で試掘調査が行われる運びになり、その結果、周溝、土師器が検出され、高尾山穂見神社が乗る方形の高台をめぐる溝状の遺構が確認されたため、方墳ではないかと推定された。
2007年（平成19年）度には第2次の試掘調査が、2008年度から2009年度（平成20年度～平成21年度）にかけて本調査が実施された。発掘調査の結果、長野県松本市の弘法山古墳などと同じく、3世紀代に築造された古墳出現期の前方後方墳である可能性が高くなった。そして2011年（平成23年）、これまで辻畑古墳とされていた古墳の名称を、小野真一が最初に名付けた高尾山古墳を正式名称とすることになった。なお本調査では後述する道路建設と古墳保存との関連で、埋葬施設など主体部の発掘は行われたが、墳丘を掘り下げる調査は中止された。
2014年（平成26年）度には、高尾山古墳の築造年代の確定と、主体部が複数存在するかどうかについて検証するために、追加調査が行われた。

## 古墳の立地と環境

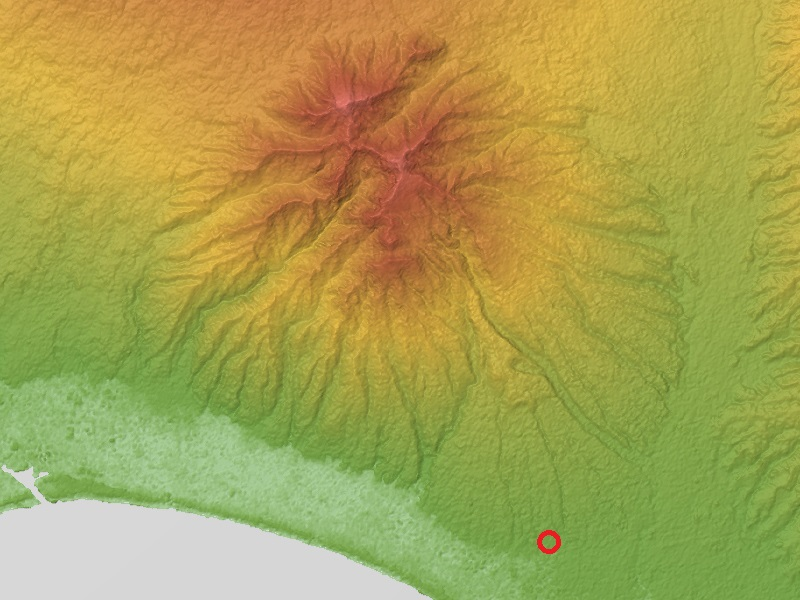
愛鷹山とその周辺の地図。赤い丸が高尾山古墳の位置。また、南東の白で示された低地が、かつて浮島沼だった部分。

高尾山古墳は愛鷹山から伸びる尾根の末端部に立地している。古墳の立地場所の標高は約20メートルであり、尾根上の立地ではあるものの高台に築造された古墳であるとはみなし難い。
古墳が立地している愛鷹山は約40万年前に活動を開始したと考えられる火山である。約17万年前以降、愛鷹山は山体の南東部、現在の沼津市から長泉町方面に盛んに安山岩質やデイサイト質の溶岩を流出し、なだらかな丘陵地が形成されていった。高尾山古墳はこの約17万年前から始まった愛鷹山の火山活動によって形成された丘陵地の末端に築造された。
愛鷹山の火山活動は約10万年前には終了し、その後、愛鷹山の北北西にある古富士火山が活発に活動するようになる。古富士火山の活発な活動によって愛鷹山の山麓には大量の火山灰が降り注ぎ、ぶ厚いローム層が形成されていく。古富士火山の活動後半期には上部ローム層と呼ばれる地層が形成された。上部ローム層は激しい噴火活動に伴い噴出したスコリア層と、腐植質の土壌とされる黒色帯の互層となっている。愛鷹山麓に上部ローム層が形成された時代、堆積した火山堆積物は富士山に関わるものばかりではない。約2万5千年前とされる姶良カルデラの巨大噴火による火山灰は愛鷹山麓にも厚く積もり、時期をほぼ同じくして活動した古富士火山の火山堆積物と混合し、ニセローム層と呼ばれる地層を形成した。
古富士火山の活動休止後、約1万1000年前からは新期富士火山の活動が始まる。新期富士火山の活動は当初大規模な溶岩流出がメインであり、愛鷹山が障害となって高尾山古墳周辺には溶岩は到達しなかった。そのためこの時期、愛鷹山麓では黒色帯の地層が発達する。上部ローム層最上部にあたる休場ローム層の上部にみられる黒土層がそれである。約3200年前の縄文時代晩期には、天城山のカワゴ平から伊豆東部火山群の活動の一環として大量のカワゴ平軽石が噴出するが、愛鷹山の山麓では基本的に目立った地層を形成していない。そしてやはり縄文時代晩期には、富士山の東側斜面で大規模な山体崩壊が発生し、大量の土石流が黄瀬川流域に流れ下った。その結果として現在の沼津市街地の東部に岩屑なだれが堆積し、黄瀬川を中心とした扇状地を形成した。これを黄瀬川扇状地と呼び、弥生時代が始まる頃には現在の沼津市街地の東部は陸化していたと考えられる。
一方、高尾山古墳の西側は、縄文海進によって愛鷹山のふもとまで海が広がっていた。その後、海退と富士川より供給された土砂などによって狩野川の河口方面に向かって砂州が形成されていき、やがて愛鷹山麓と砂州との間に水域が形成された。これが浮島沼の原型である。この水域は汽水域から沼地、そして湿地帯へと遷移していくが、高尾山古墳が築造された時期には、古墳の南西から約2～3キロメートルの地点まで舟による行き来が可能であったと考えられている。
そして弥生時代最末期から古墳時代初頭にかけて、新期スコリアが高尾山古墳周辺の愛鷹山山麓に降下した。高尾山古墳の後方部墳丘は、この新期スコリア層の直上に築造されている。

## 高尾山古墳築造までの沼津
高尾山古墳周辺では、大方の旧石器時代から縄文時代にかけての遺跡は愛鷹山麓にある。これは高尾山古墳の東側から南側にかけては、縄文末期に発生した富士山の大規模な山体崩壊以前は海域であり、また西側も浮島沼の形成が進む前はやはり海であったためである。しかし砂州の形成が進みだした縄文時代中期後葉以降の遺跡は高尾山古墳西側で見つかっている。
沼津市周辺の縄文時代晩期末から弥生時代にかけての遺跡は少なく規模も小規模である。当時の集落は弥生時代に入っても、農業より前時代の縄文時代を引き継いだ採集・狩猟を主たる生業としていたと考えられている。紀元前2世紀頃の弥生時代中期中葉以降になると、農耕を生業とする集落が発達するようになる。この頃、関東地方では近畿や伊勢湾地方など、西方からもたらされたと考えられる農業技術を基盤とした大規模な集落が見られるようになっており、沼津市周辺の弥生時代中期中葉の遺跡からは関東地方との結びつきを示す土器が発掘されている。そして紀元前1世紀頃の弥生時代中期後葉になると、前時代よりも多くの集落が営まれた様子が確認されている。
弥生時代後期から古墳時代にかけて、静岡県東部域は多様性に富む複雑な地形に制限を受けながらも、富士山麓、浮島沼周辺、愛鷹山周辺、狩野川流域と田方平野に、それぞれ特徴的な集落が発展した。高尾山古墳周辺では弥生時代後期前葉、集落は主として黄瀬川扇状地上、浮島沼を形成する砂州上、愛鷹山の丘陵と浮島沼の低地との境界周辺に発達した。
弥生時代後期後葉の静岡県では大規模な集落の再編があったことが確認されている。弥生時代後期後葉、高尾山古墳周辺の集落にも大きな変化が訪れる。これまでの集落と入れ替わるように、標高約75メートルから約200メートルの愛鷹山丘陵地の約2キロメートル四方に、多くの集落が集中する足高尾上遺跡群が形成されたのである。
静岡県下で弥生時代後期後葉に確認されている集落の再編は、平野部の集落が消滅、縮小し、一方丘陵地帯の集落が増加するという、一見、高尾山古墳周辺と同様の経緯を辿っているが、足高尾上遺跡群のような標高が高い場所に集落があるという事例はまれである。集落の成立については、これまで低地に住んでいた人々が愛鷹山の丘陵地へと移住して足高尾上遺跡群の集落を形成したものと考えられているが、なぜこのように標高が高い丘陵上に集落が集中するようになったのか、はっきりとした理由はわからない。足高尾上遺跡群は住居跡の他、畑作を行っていたと考えられる耕作地跡、そして方形周溝墓が検出されており、住居、生産施設、墓域が備わっていることが明らかとなっている。そして遺跡群の北側には丘陵地の尾根を切る形で大規模なV字溝が掘られていた。また足高尾上遺跡群の特徴として発掘された土器の多くが在地系のもので、南関東系、東海系の土器が見られるもののその数は多くないという傾向が挙げられ、このことから比較的保守的な集落のあり方が想定されている。
足高尾上遺跡群は弥生時代後期後葉に形成され、古墳時代初頭まで継続する。つまり想定される高尾山古墳の築造年代前後まで集落が継続していたと考えられている。集落の存在時期と古墳の築造時期が重なる上に、集落群の北側の大規模なV字溝の建築を行うなど、足高尾上遺跡群の集落群は統制が取れたリーダーシップのもとにあったとして、高尾山古墳の築造に大きくかかわっていたと考える意見があり。また足高尾上遺跡群は高尾山古墳の築造に間接的に関わっていたのではないかとの説もある、また愛鷹山丘陵部の足高尾上遺跡群、浮島沼周辺の集落、そして狩野川や田方平野の集落との繋がりの中で、高尾山古墳を造営する集団としてのまとまりを形成していったのではないかと見られている。
一方、弥生時代後期以降、狩野川流域や現在三島市や伊豆の国市である田方平野でも、多くの集落が発達するようになる。高尾山古墳の周辺と同じく、やはり弥生時代後期後葉にはいったん丘陵地への集落の移動があったと推定される。

## 古墳の諸元と議論
高尾山古墳は後述するように墳丘や周溝の一部が破壊されているものの主体部は未盗掘であった。古墳の保存状態は比較的良好とされ、そのため墳形、墳丘の形態がほぼ判明し、質量ともに充実した土器類、主体部から発掘された副葬品など、学術的に貴重なデータが数多く提供され、考古学の専門家から大きな注目を集めるようになった。高尾山古墳の発掘データは主に東日本の古墳出現期研究に多大な影響を与え、その解釈をめぐって様々な論議が起こり、発掘調査報告書も多様な見解を併記する様式となった。また報告書の刊行後、高尾山古墳の評価、位置づけについて特集した雑誌が発行されており、これは高尾山古墳について考古学研究者が持っている関心の高さを示している。

### 墳形、墳丘と周溝

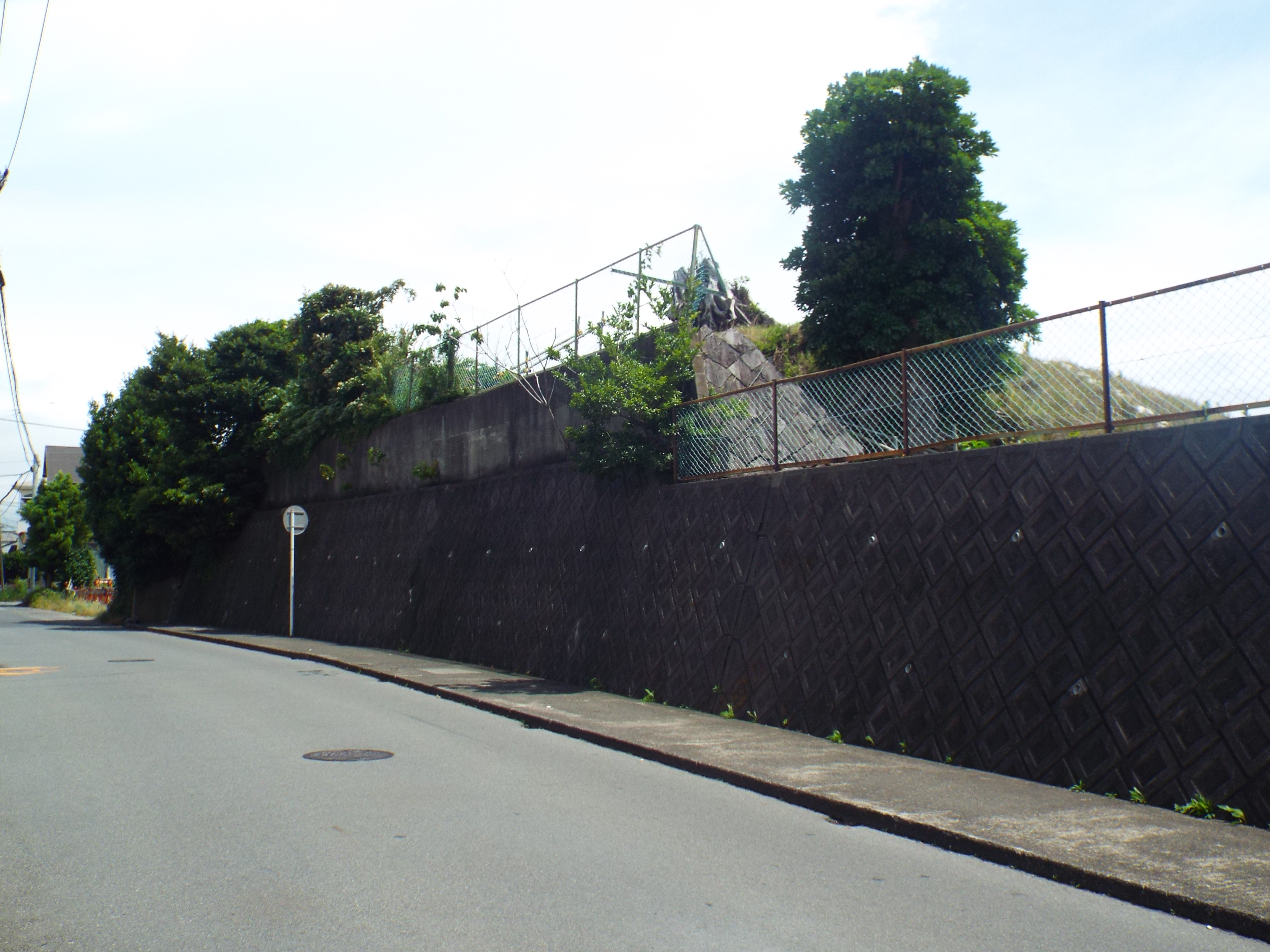
高尾山古墳後方部墳丘西側。市道や、かつて墳丘上にあった高尾山穂見神社によって墳丘が削られてしまっているが、周溝の下部は市道の路盤下に残存していると考えられる。

高尾山古墳の墳丘は、前方部には熊野神社、後方部には高尾山穂見神社があったことなどによって改変を受けている。特に前方部は神社の境内を造成したため、墳丘上部が全面的に削られている。後方部も墳丘の周囲に神社の擁壁が築かれたために規模が小さくなっている。また墳丘上部も数十センチ削られてしまったと推定されている。またかつて墳丘に防空壕が複数掘られており、これも墳丘破壊の一因となった。
そして古墳の西側は道路（市道）によって広く削られている。この道路は1920年（大正9年）に旧金岡村の村道とされており、それ以前も道路であったと見られ、西側の墳丘と周溝はかなり以前から削られていたものと考えられている。高尾山古墳の総面積は推定約3030平方メートルで、そのうち平面上現存している部分は約2200平方メートルであり、平面の残存率は約73パーセントである。ただし周溝の下部については市道の路盤の下に残存していると推定されている。

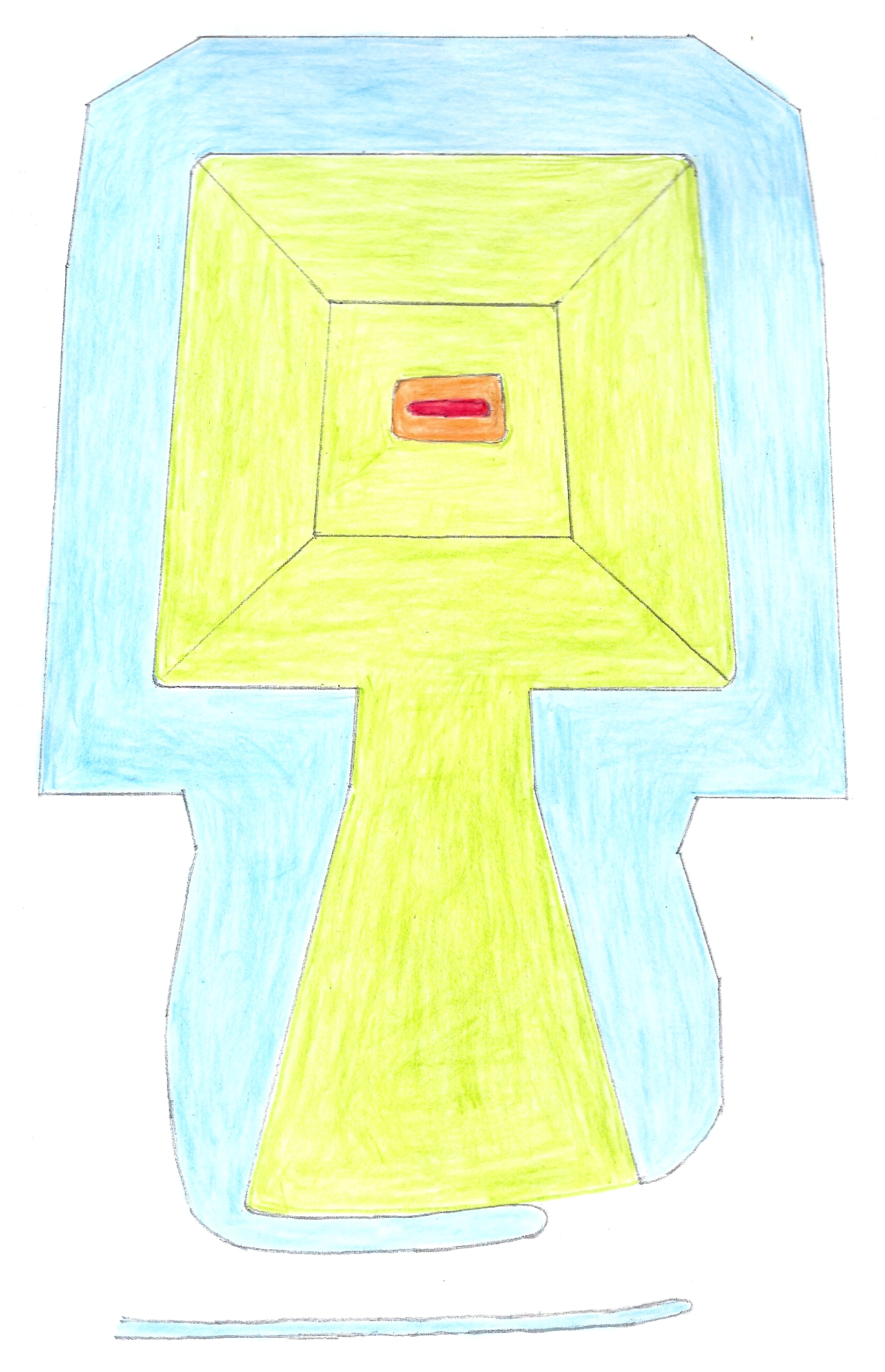
高尾山古墳の俯瞰図、図の上が北になる。青は周溝と古墳の一部と考えられている溝（図の下部）、黄緑は墳丘、オレンジは墓坑、赤は推定される木棺部。後方部の墳丘高5メートル、墳丘の斜度は30度として作図。

高尾山古墳の墳丘の主軸は南北方向である。墳丘の平面形状については、前述のように主として墳丘と周溝の西側が道路などによって削平されてしまっているため、想定による部分もある。墳丘の全長は62.178メートル、前方部長は30.768メートル、後方部長は31.768メートルである。墳丘の西側が形状が明らかとなっている東側と対称形をしているとすると、後方部は北辺が29.182メートル、南辺が35.7メートルとなり、北辺が南辺よりもやや短い台形状をしている。また後方部の各隅は丸みを帯びている。前方部の形態は後方部との接続部分から南側に向けてやや広がる形態をしており、撥形をしていると判断されている。
周溝については、おおむね墳丘に沿って8メートルから9メートルの幅となっている。しかし前方部前面（南側）の周溝は、幅2.5メートルから3.2メートルと狭く、また前方部前面の南東部約6.4メートルの間は周溝が途切れ、土橋となっている。そして前方部南側の周溝から更に南側約4メートルのところに、幅約1メートルの東西方向に走る溝が検出されている。この溝から出土した土器は弥生時代終末期から古墳時代のものであり、溝が南側周溝と並行していること、更には東端が高尾山古墳の墳丘南東側で終わっていて、墳丘南東部の土橋の機能を補完するとも考えられることから、高尾山古墳を構成する要素の一つと判断されている。なおこの溝の西側がどこまで続いているかは未確認であるが、溝の先には高尾山古墳被葬者の居館跡の候補地のひとつとされる入方遺跡がある。

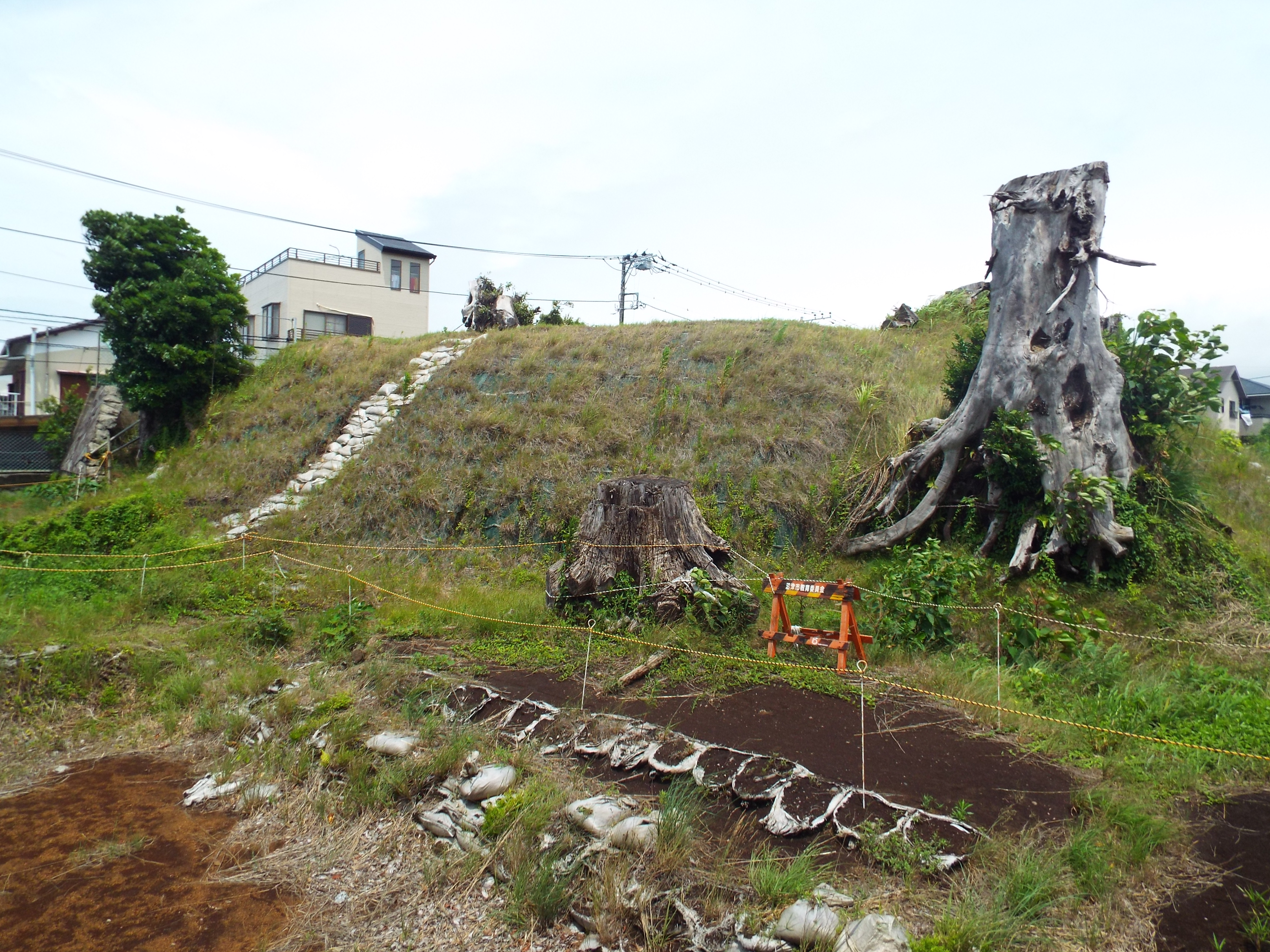
比較的築造当初の様相をとどめていると考えられる高尾山古墳後方部南側の墳丘。墳丘の傾斜は約30度である。

墳丘についても、前述のようにやはり西側は道路（市道）によって広く削られている。また後方部は高尾山穂見神社の擁壁、防空壕などによって、前方部も熊野神社の境内造成によって、どちらも改変を受けている。比較的築造当時の状況をとどめていると考えられるのは、かつて高尾山穂見神社の社殿への階段となっていた後方部の南側斜面のみであった。後方部南側斜面の斜度は約30度であり、これは斜面の安全性を考慮した傾斜であると考えられる。
高尾山古墳の大きな特徴の一つとされているのが、古墳築造に際して大規模な丘陵部の削平が行われたことである。これは周溝東側で確認されている住居跡から判明した。高尾山古墳築造後の律令時代に建てられたものと考えられるこの住居跡の、その床面が当時の地表面から3メートル近い深さのニセローム層の下位の黒土層にまでに達しているのである。愛鷹山山麓の律令時代の住居跡は、深く掘り込まれていたとしてもニセローム層の上層である上部ローム層最上部にあたる休場層までがせいぜいである。ところがニセローム層を超えて黒土層まで達するということは、住居建設時点で土地が削られていたこと、すなわち高尾山古墳築造に際して土地の削平が行われたことを示している。この削土は最大2メートルに及んだと推定されており、墳丘を築造する用土の確保、丘陵を削平して平坦面を造成することによって、古墳の大きさや形を誇示するといった目的が考えられている。このような古墳築造に伴う丘陵部の大規模削平という大きな土木工事は、他の古墳出現期の古墳では確認されていない。高尾山古墳の被葬者が多くの建設要員を動員できた上に、大きな経済力も持っていた、と想定される。
丘陵部の大規模削平による造成工事の終了後、周溝の掘削が行われたと考えられている。周溝は削平後に掘削されたため、北側ではニセローム層、南側では休場層から掘り込まれている。なお後方部は弥生時代最末期から古墳時代初頭にかけて降下した新期スコリア層の上に築造されており、少なくとも後方部に関しては現地形を改変せず、盛土を行ったと考えられている。丘陵部の削土や周溝の掘削により発生した土は墳丘の築造に用いられたと考えられているが、愛鷹山麓の上部ローム層のスコリア層は粘り気がなく崩れやすい性質であるため、黒色土や粘性がある土と混交させた上で使用したと見られている。また後方部墳丘は、少しずつ土を盛っては突き固めていく、いわゆる版築工法を用いて築造された。現状では後方部の高さは4メートルあまりとなっているが、埋葬施設や埋葬施設上の土器の出土状況から約50センチメートル削平されたと考えられるため、築造当初、後方部の盛土は高さ5メートル近くに達したものと推定されている。
前方部については熊野神社造成に伴う土砂の直下が休場層であり、休場層でその墳形が確認されている。そのため前方部では古墳築造前の削平は行われたのか、また築造時の盛土がどのように行われたのかについて、直接的な情報は得られていない。しかし全く推定できないわけでもない。比較的原型をとどめていると考えられる後方部南面の斜面は、後方部と前方部の接続地点に向けて新期スコリア層付近まで続いていることが確認されている。更に、後方部周辺の周溝からは墳丘からの崩落土が検出されるのに、前方部周辺の周溝からはほとんど検出されない。これらのことから、前方部の墳丘は低く、盛土はほとんど行わずに周溝を掘削してその形を作りだしたと考えられている。
高尾山古墳の墳丘には葺石は無く、埴輪も無い。また高尾山古墳の築造企画については、寺沢薫が初期前方後円墳と同様とする円形企画、北條芳隆が方形の企画を提唱している。北條は前方後方墳としては滋賀県の富波古墳、前方後円墳では山梨県の甲斐銚子塚古墳の築造企画との相似を指摘している。北條はまた、築造企画の源流はヤマト王権にあったと推定されるものの、高尾山古墳に代表される駿河湾沿岸部の古墳築造企画が、古墳築造開始当時の関東、東北地方に広まっていった可能性が高いとしている。
そして前方後方墳における高尾山古墳の位置づけとしては、前方部が後方部と同程度の長さをしており、前方部が大きいことを注目する意見もある。弥生時代の前方後方系の墳丘墓の多くは前方部が短小であり、前方部が発達した高尾山古墳は墳丘墓の段階を超え、初期的な前方後方墳としての位置づけが妥当であるとしている。その一方、周溝が全周せずに前方部東南に土橋を残しているのは、定型化が完成した前方後方墳ではなく、前段階の古い要素も残しているとする。また前方部、後方部の形態から、千葉県木更津市の高部32号墳との類似を指摘する意見もある。そして両古墳の墳形の源流は東海西部であるとみなし、古墳出現期に沼津と木更津に忽然と現れた高尾山古墳と高部32号墳は、ともに在地の勢力による古墳ではなく、東海西部の勢力による築造の可能性が高いとする説がある。

### 主体部

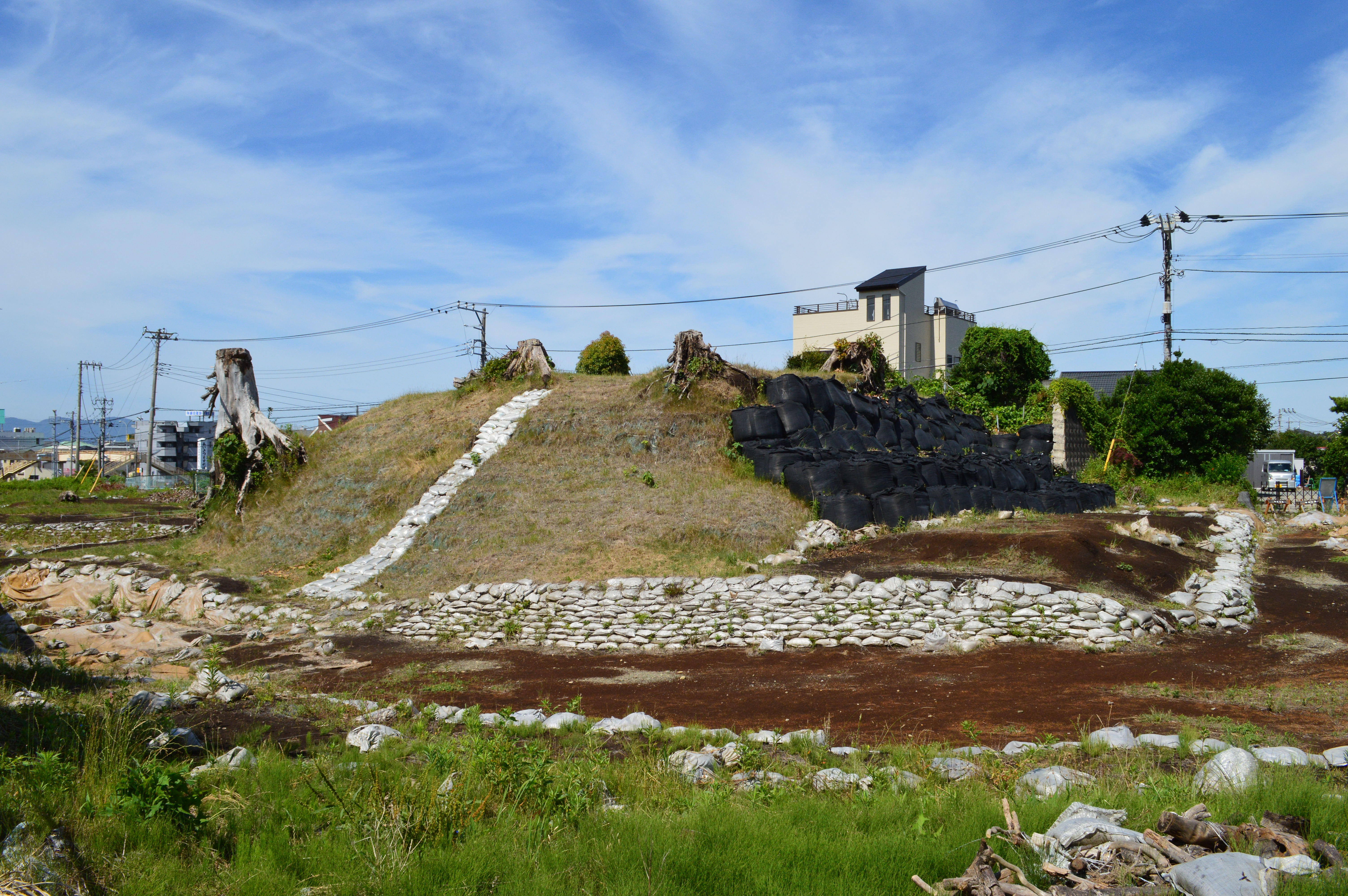
後方部と周濠
（2015年6月時点）

2008年（平成20年）度の発掘調査時において、高尾山穂見神社の基礎の下部にあった境内整地用の砕石等を取り除くと墓坑が確認された。墓坑は後方部の中央に位置し、墓坑内の埋土からは、主体部上部に供献されたと考えられる二重口縁の土器と大廓式の土器が発掘された。墓坑はほぼ長方形をしており、東辺が4.955メートル、南辺が6.135メートル、西辺は4.431メートル、北辺は5.923メートルであり、長辺は南北方向の墳丘軸とは直交する東西方向となる。墓坑の壁面は垂直ではなく、ゆるやかな傾斜で棺床へ向かっている。
副葬品の銅鏡の下から木片が検出され、また棺床から木目の痕跡が確認されたため、高尾山古墳の被葬者は木棺に葬られたことが明らかとなっている。木棺の大きさは長さ5.053メートル、最大幅1.252メートルであると推定されている。木棺は墓坑と同じく南北方向の墳丘軸とは直交する東西方向に主軸がある。つまり高尾山古墳の木棺は東西方向に安置されていたことになる。墓坑や木棺内に崩落した土の中に、降灰時に高温であったため溶結して堆積したことにより愛鷹ローム層の中で最も硬いとされるスコリアが混入している。このスコリア層は硬いために高尾山古墳の周溝はおおむねそのスコリア層の手前で掘削を止めているが、主体部の東側の周溝ではそのスコリア層で土取りをしたと考えられる穴が見つかっている。このことから埋葬時に埋土として硬いスコリアを混入させた土を用いた可能性が指摘されている。また、黒色土やスコリアの混合比率を変えながら墓坑の埋土として使用していたことや、棺床には粘度が高いローム土と黒色土を混交して使用していることが確認されている。
埋葬方式は棺床に木棺を直接安置される木棺直葬であった。棺床の痕跡や副葬品の出土状況から、刳抜式の舟形木棺であると考えられており、舟形木棺の中でもその形態から丸木舟や準構造船の下部を模したタイプであると見られている。静岡県下ではこのタイプの木棺は高尾山古墳が最古の例の一つであり、それまでの埋葬形態が棺に入れての埋葬が何とか可能なレベルの箱型の木棺が中心であったことから考えて、高尾山古墳の舟形木棺が在地のものとは考え難い。高尾山古墳で採用されたような舟形木棺が多用されていたことが確認されているのは、現在の京都府北部、福井など日本海沿岸部が多く、古墳出現期に活発化する各地域との交流を通じて、直接ないし間接的に沼津の地にもたらされたと考えられる。
2014年（平成26年）度に行われた追加調査では、高尾山古墳に他の埋葬施設が存在するかどうかの検証が主要目的の一つとなった。調査の結果、後方部中央の主体部以外の埋葬施設が存在する可能性は少なくなった。

## 副葬品

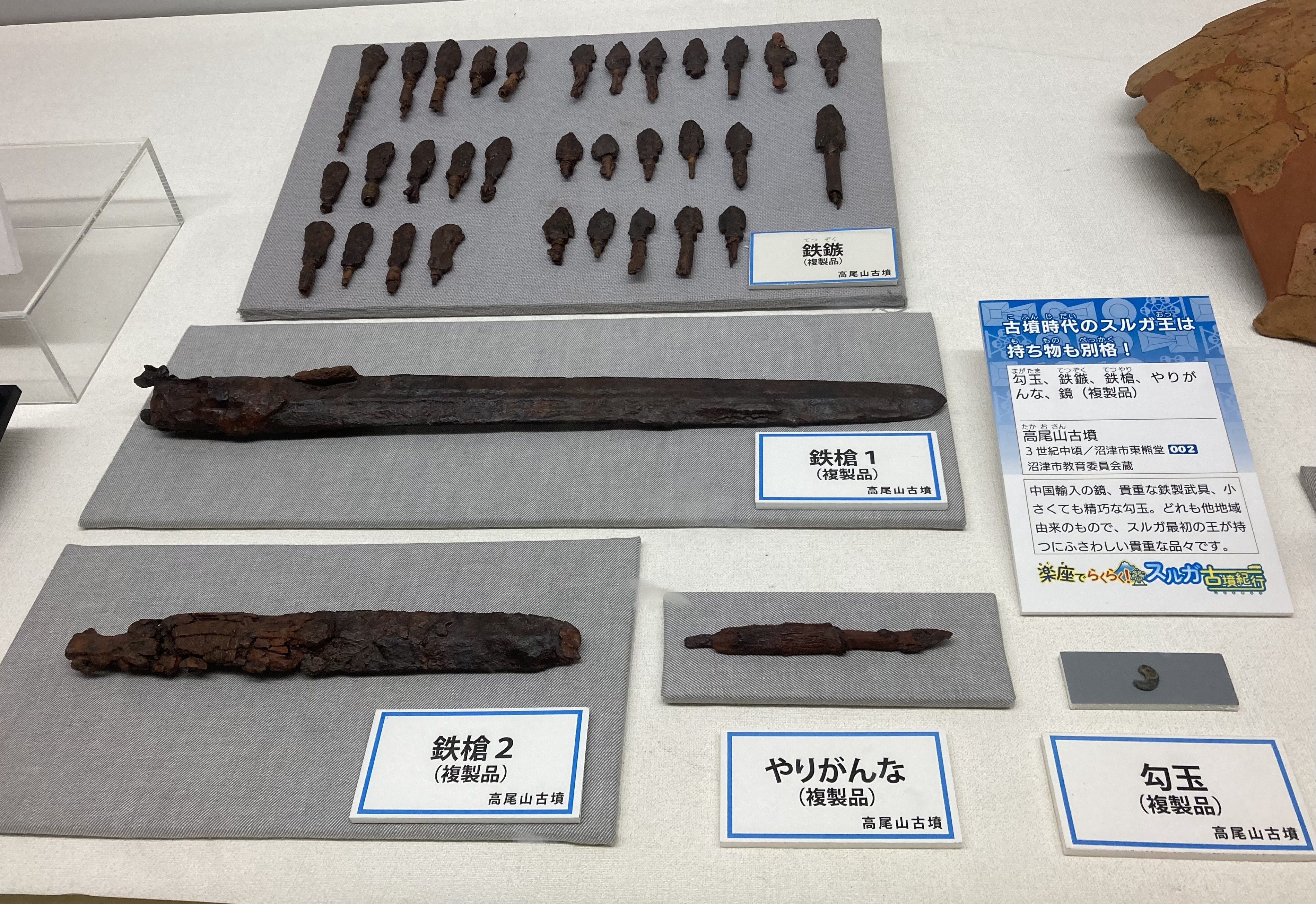
鉄鏃、鉄槍、やりがんな（複製品）

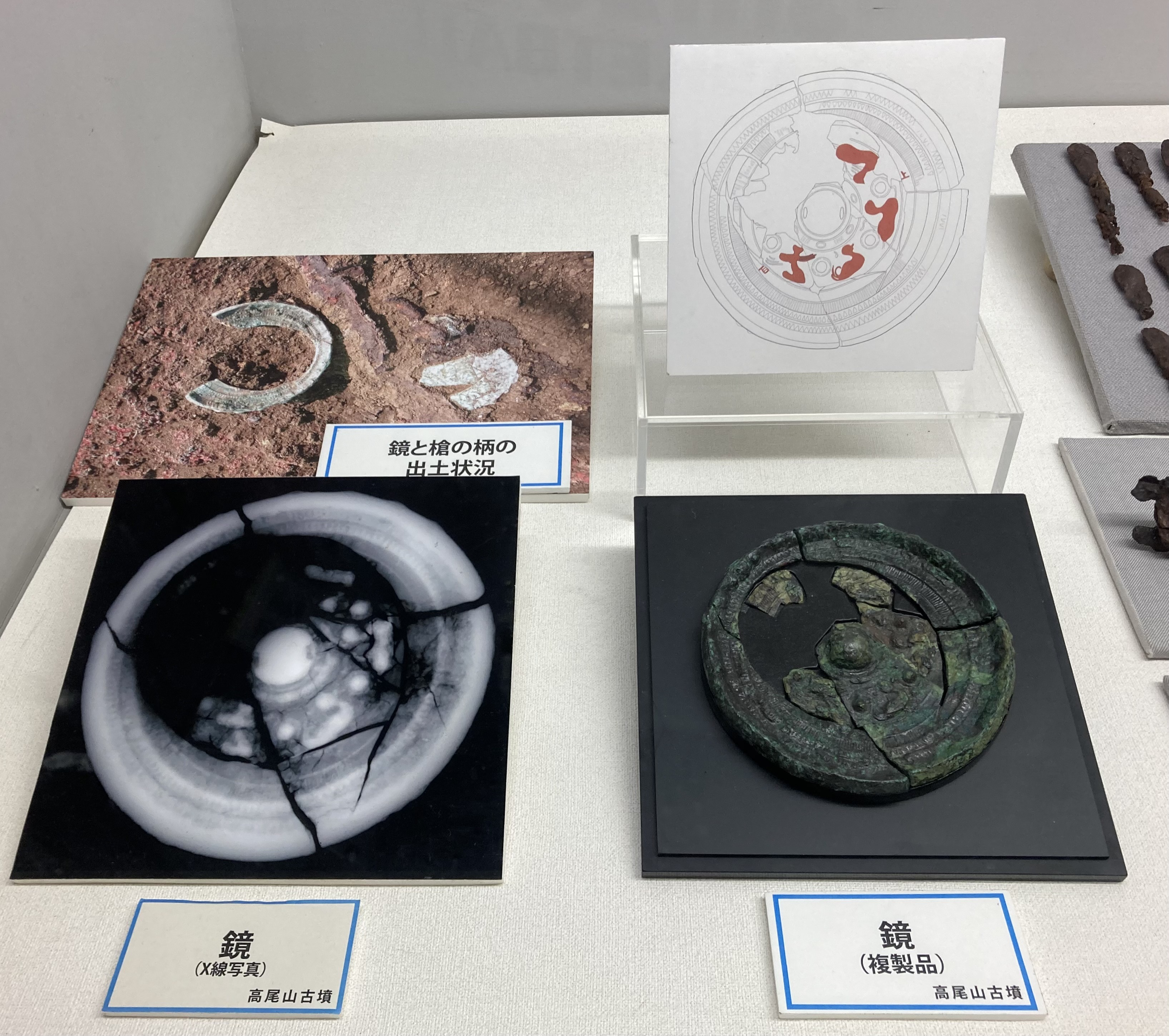
鏡（複製品）

棺内と思われる部位から検出された副葬品は、銅鏡1面（破砕鏡）、鉄槍2本、鉄鏃32点、槍鉋1点、勾玉1点であった。なお、検出面が若干上面であった銅鏡の破片のうち3つは、木棺の棺蓋に置かれていた可能性がある。被葬者の頭部、胸部、そして脚部と考えられる部位では朱が面として検出され、点状の分布は棺底全面に及んでいる。また朱は各副葬品よりも下面の墓坑底面から検出されている。このため、棺底全体に朱が塗布ないし散布されていたと考えられる。成分分析の結果、この棺底の朱は硫化水銀、いわゆる水銀朱であることが明らかとなっている。また高尾山古墳から出土した土器の中で、胴の部分を縦に半裁された小型の壺1点から水銀朱が検出されており、これは被葬者の埋葬時に朱の器として使用された壺であると推察されている。
勾玉は棺内のほぼ中央部から、面状に広がった朱の上で検出されており、ここが被葬者の胸部と考えられている。被葬者は頭を東側、足を西側に向けて安置されたと推定されている。副葬品は被葬者の頭部上方、頭部右横、足下の右横と推定される個所に集中して検出されており、被葬者の左側には副葬品は全く見られない。被葬者の頭部上方から検出された副葬品は、小型の鉄槍、槍鉋（やりがんな）、銅鏡の破片であり、頭部の右横からは銅鏡の破片、鉄鏃2点、足下の右横からは大型の鉄槍と鉄鏃29点が検出された。また鉄鏃1点が被葬者の右肩付近から検出されている。
副葬品の検討から導き出される高尾山古墳の築造年代は、研究者によって多少のずれは認められるものの、おおむね250年頃となっている。これは土器の検討によって唱えられている年代よりも明らかに新しい。築造年代については調査内容が公表されるようになって以降、高尾山古墳を巡る論争の中心となっている問題である。また年代観の差異は、古墳の被葬者像についての違いにも結び付いている。

### 鏡
被葬者の頭部右側と推定される場所を中心として、鏡の破片が検出されている。鏡は1枚であり、各破片は錆が目立つなど遺存状態は不良であるが、鮮明な文様も確認できる点から、元来は鋳上がり良好な青銅鏡であったものと考えられている。鏡は全部で10の小片となって出土しており、一部は未検出である。各破片の出土状況、そして未盗掘の古墳でありながら未検出の鏡の破片があることから、埋葬時に意図的に鏡を破壊した、いわゆる破砕鏡であると判断されている。なお鏡の破片のうち3つは、棺底から検出された他の副葬品よりもわずかに上位から検出されているため、埋葬時に木棺の棺蓋に置かれていた可能性が指摘されている。
高尾山古墳の主体部から出土した鏡は、直径13.5センチメートルの上方作系浮彫式獣帯鏡である。獣帯鏡とは鏡の外側（外区）に同心円状に文様を施し、内側（内区）に仙人や瑞獣の像を配置するという形式の鏡で、仙人や瑞獣の像を細かい線刻で表現した細線式と、浮彫で表した浮彫式に大別される。高尾山古墳から出土した鏡には、浮彫の鹿、虎、鳥、羽人が確認され、銘文として「上方作竟」、「長冝子孫」の文字が刻まれていたと推定されており、上方作系浮彫式獣帯鏡と呼ばれる鏡であると判断されている。また仙人や瑞獣の像については、4つの四像式と6つの六像式に分けられており、高尾山古墳出土の上方作系浮彫式獣帯鏡は六像式となる。
上方作系浮彫式獣帯鏡は主として後漢の時代に作られた鏡であると考えられており、中国鏡であるとの説や、後漢末期以降、238年に魏によって公孫氏が滅亡するまでの間、楽浪郡で製作された鏡ではないかとの説がある。鏡の形態から、日本国内でこれまで50枚近く出土している上方作系浮彫式獣帯鏡の中でも、高尾山古墳の鏡は2世紀後半台に作られた、比較的古いタイプのものではないかと考えられている。
副葬品として埋葬する鏡を意図的に破壊する破砕鏡は、弥生時代末期から古墳時代初頭にかけて見られる風習であり、鏡を大量に副葬する定型化された前方後円墳の時代には廃れた習慣である。破砕鏡は近畿以東では古墳出現期の築造とされる高部32号墳などで確認されており、高尾山古墳もやはり古墳出現期の築造と考えられる根拠のひとつとなっている。
一方、上方作系浮彫式獣帯鏡についての評価には、全く異なる2つの説がある。一つは、上方作系浮彫式獣帯鏡の出土状況や、出土地が弥生時代の拠点集落の分布とよく一致することなどから、弥生時代の伝統的な流通経路に乗って、日本各地の勢力がそれぞれ独自に入手したものであるという、いわば弥生時代的な各地域の独自な動きの中で流通したものであるという説である。もう一つは、出土状況を詳細に分析すると、鏡面が大きく高規格と考えられる六像式の上方作系浮彫式獣帯鏡の副葬が畿内や瀬戸内海地域の東部に集中する傾向などから、発足間もないヤマト王権の意向を受けて配布されたものであるとの説である。この説によれば上方作系浮彫式獣帯鏡とは、中央政権が各地に配布することによって流通する、つまり古墳時代的な流通が想定される。また、前者の弥生時代的な流通を想定する見解の方が後者の古墳時代的な流通説よりも、上方作系浮彫式獣帯鏡が日本に渡来した時期を古く考える傾向がある。いずれにしても高尾山古墳に副葬された六像式の上方作系浮彫式獣帯鏡は、東日本における古墳文化のあり方を考察する重要な資料となる。

### 槍
高尾山古墳の主体部からは、2本の鉄製の槍が出土している。なお後述のように、うち1本は槍ではなくて剣であるとの説もある。2本の槍のうち、全長が45.5センチメートルという長身の槍1は、棺内の西側の北辺部、被葬者の足があったと推定される場所に、槍頭を西側、つまり被葬者の足先の方を向けて出土している。一方、小型の槍2は、棺内東部の中央部から、槍頭を東側に向けた状態で出土し、位置的には被葬者の頭部上方であったと考えられる。また槍を装着したと考えられる柄についてもその痕跡が、潰れた管状の漆膜として検出されている。漆膜は赤色を呈しており、高尾山古墳に副葬された槍は赤漆塗の槍であったと考えられる。また漆膜には柄に巻いてあったと考えられる布の痕跡がはっきりと残っていた。出現期古墳から槍身と柄が検出され、槍の全体像が明らかとなるケースは極めて稀である。
槍の柄の痕跡とされる漆膜は合計4つ、検出されている。うち、柄1と柄2と呼ばれる漆膜は長身の槍1の茎部に続くように検出されているため、槍1の柄であったことは間違いないと見られている。柄3と柄4については、柄1と柄2、そして槍1、槍2とやや離れた場所から、柄4が主体部と斜交するように、そして柄3は主体部の向きと並行した形で検出され、また柄3の一部は柄4の上に重なっていた。このことから柄3と柄4とは別々の槍の柄であると考えられ、柄の向きから主体部の向きと並行した柄3が槍1、斜交した柄4が槍2の柄であると考察されている。柄3が槍1の柄である場合、柄の全長は約1.4メートルであったと考えられる。また槍2と柄4が離れた場所にあることから、槍2は木棺腐朽後の崩落時の影響などで、本来の埋葬位置から動いた可能性が指摘されている。
槍1は身部41.1センチメートル、茎部4.4センチメートル、全長45.5センチメートルという、長身の身部と短い茎部からなる。側面から撮影したX線写真により、鍛造によると考えられる構造が確認されたため、鍛造品であると考えられる。また弥生時代から古墳時代にかけての鉄槍、鉄剣では極めて類例が少ない、樋を有する剣身となっている。樋は血抜き溝とも呼ばれる。突き刺した際に血を抜けやすくなるので剣身にかかる圧力が分散する上に、肉が絡みつかないようにして剣身が引き抜き易くする目的がある。そのため高尾山古墳の槍1は、実用性を重視した武器として製作された可能性が指摘されている。またX線写真によれば、槍1の茎部には目釘穴が3つ確認されたが、出土した時の状況ではそのうち2つの目釘穴は機能していない。このため高尾山古墳の槍1は、もともとは鉄剣だったが、後になって槍に転用されたと考えられている。
槍2は全長23.2センチメートル、12.6センチメートルという短い身部と、10.6センチメートルという細長い茎部からなる。槍2は、編年的には古墳時代前期後葉の槍と考えられる。これは出現期古墳であると考えられる高尾山古墳の副葬品としては矛盾が生じる。このことから槍2は槍ではなく鉄剣ではないかとの説も出されている。また槍2が鉄剣であるとすれば、やや離れた場所から検出された柄4と槍2とを関係付ける必要性も無くなる。また他の出現期古墳からの槍と剣の検出状態との比較からも、槍2についてはやはり剣である可能性が高いとする説もある。
一方、槍1についてはもともとは弥生時代に鉄剣として作られ、それが槍に転用されたと考えられる。槍1の柄端部の構造などから、弥生時代終末期から古墳時代初頭にかけての年代が想定され、弘法山古墳での槍の出土例との類似点などからも、やはり高尾山古墳は古墳出現期の築造であることが有力視される。槍についても、誕生間もないヤマト王権の手によって全国に配布されたという説があり、高尾山古墳の被葬者は最も早い時期にヤマト王権から槍を配られたとする見方がある。また、ヤマト王権による槍の一律配布とみなすには論拠が弱いとする説もある。いずれにしても遺存状態が良好である高尾山古墳出土の槍からは多くの貴重なデータがもたらされ、またそれとともに新たな多くの課題を生み出している。

### 鉄鏃
鉄鏃は合計32点出土した。うち29点は被葬者の足の右側と推定される主体部の北西側から、先端を西側に向けてほぼ揃えられた形で検出された。2点は被葬者の頭部右側と推定される場所から、1点は被葬者の右肩あたりと考えられる場所から検出されている。
32点の鉄鏃は形態と矢柄への取り付け方の違いから、柳葉式、腸抉三角式、長三角式の3種類に分類される。柳葉式の特徴としては鉄鏃の刃の部分がS字カーブを描く形をしており、高尾山古墳からは合計14点出土し、鉄鏃本体の長さは4.0センチメートルから4.3センチメートル、幅は1.5センチメートルから1.9センチメートルであり、全体的に企画性が見て取れる。
腸抉三角式は高尾山古墳からは合計17点出土した。鉄鏃本体の長さは3.0センチメートルから3.6センチメートル、幅は1.6センチメートルから2.1センチメートルであり、柳葉式と比べて全体の企画性は弱い。腸抉三角式は鉄鏃本体の長さが3.5センチメートル程度の大型のAタイプ、長さが3.0センチメートル程度とAタイプよりも小型のB1タイプ、大きさはB1タイプと同じくらいであるが、鉄鏃本体の中で刃の部分の割合が小さいB2タイプの3タイプに分類できる。内訳はAタイプが6点、B1タイプが8点、B3タイプが3点であり、高尾山古墳出土の腸抉三角式鉄鏃の中心は最も数が多いB1タイプと考えられる。
長三角式の鉄鏃は1点のみの出土である。このタイプは矢柄への取り付け部分に特徴がある。鉄鏃本体に鉄製の根挟みを鍛接し、根挟みが矢柄に取り付けられているという特殊な構造をした鉄鏃である。
発掘調査報告書に掲載された見解では、鏃の形態から古墳時代前期前半であると考えられるとしたうえで、高尾山古墳に副葬された鏃には規格性が見られ、工房で製作された矢を一括で副葬したものと考えられるが、弘法山古墳に副葬された鏃は寄せ集め的な要素が高いとしている。結論としては弥生時代的な鏃を含む弘法山古墳より若干新しい要素が見られるとする。そして鉄鏃の形態も古墳時代のものと考えられる上に、同形態の鉄鏃をまとめて副葬するやり方も、弥生時代の習慣からは離れ、古墳時代的であることを指摘している。その上で他の副葬品の評価を総合すると、おおむね古墳出現期の弘法山古墳と同時期ではないかとした。
他の考古学専門家の見解としては、まず発掘調査報告書の見解と同様に鏃の形態が定型化しているとして、弘法山古墳よりも新しい要素が見られるものの、おおむね同時期ではないかとの判断に賛成する意見がある。一方、弘法山古墳の鏃よりも新しい要素が見られるという見解とは異なる意見の専門家もいる。高尾山古墳に副葬された腸抉三角式の鉄鏃は複数のタイプが確認され、これは規格性が確立する以前のものと考えて、弘法山古墳と同時期の、古墳時代前期前半でも古いものなのではないかとする意見や、また高尾山古墳に副葬された柳葉式鉄鏃の規格性の高さは明確で、腸抉三角式も弘法山古墳の出土例よりも規格性が認められ、これらの点は確かに高尾山古墳の方が新しいとみられる要素であるが、一方、弘法山古墳の鉄鏃には儀礼用の特注品と考えられるものがあり、これは弘法山古墳の方が新しいと考えられる要素となるとしている。そして鏃の形態や構成を総合的に考えると、高尾山古墳、弘法山古墳はともに古墳時代前期前半の中でも最も古い時期になるのでないかとの説もある。
一方、鉄製の根挟みが鍛接された長三角式の鉄鏃からはかなり異なる年代観が提唱されている。鉄鏃の根挟みは元来木製であり、金属が用いられるようになるのは古墳時代前期後半以降なので、前期前半よりも新しい時代のものと考えた方が理解しやすいのではないかとの説がある。一方、古墳出現期の古墳から出土した槍から、根挟みが鉄製である例が報告されており、古墳出現期には武器の根挟みを鉄製とする試みが行われていたのではないかとして、とりたてて新しい時代のものとする必要性はないとの説もある。

### 槍鉋
被葬者の頭部上方と推定される場所から、槍鉋（やりがんな）が出土した。全長は12.0センチメートルで、刃を北側に向けていた。木製の柄が良く残っているなど、保存状態は良好である。鉄製の槍鉋の本体は刃と軸で構成され、刃は匙状をしており、長さ2.5センチメートル、幅0.9センチメートル、厚さは0.15センチメートルである。軸は長さ9.5センチメートル、幅0.6センチメートル、厚さ0.25センチメートルである。
木製の柄は、長さ9.4センチメートル、幅1.3センチメートル、厚さ0.8センチメートルである。柄の断面はかまぼこ型をしており、平坦な面には溝が切られている。その溝に本体の軸を嵌めこみ、0.5センチメートル程度の太さの糸を丁寧に巻き付けた上に漆を塗って、本体の軸に木製の柄を固定させている。

### 勾玉
玉類は棺内のほぼ中心部から長径1.25センチメートル、短径0.95センチメートルという小型の勾玉が1つ、検出されている。高尾山古墳で埋葬された玉類は他には無く、勾玉1個のみであった。発掘調査報告書では材質はホルンフェルスないし珪質頁岩としているが、勾玉の材料としてホルンフェルスや珪質頁岩を用いた例がほとんど無いことから、滑石ではないかとの説もある。
高尾山古墳の主体部から出土した勾玉には一部に朱が残っており、もともと全体に朱が塗られていたと考えられる。また勾玉は被葬者の首から掛けられて、胸部にあったものと推定されている。勾玉の形態から古墳時代に製作された勾玉とは異なり、弥生時代に製作された勾玉の一種であると考えられる。高尾山古墳の勾玉の特徴と一致する勾玉は知られていないが、形態的に最も類似しているのは東四国の吉野川流域で製作された可能性が高い勾玉で、北陸西部製の勾玉とも類似性が見られる。これが東海地方との関係が強い北陸西部製であるならば、理解がしやすいものの、東海地方では弥生時代、近畿以西からの玉類の移入は極めてまれである。もしも東四国製である場合には、新たな移入経路によってもたらされた勾玉と考えられ、成立直後のいわゆるヤマト王権を通じてもたらされたものかどうかを含め、慎重に検討していかねばならないとされる。
また、高尾山古墳に副葬された玉類がわずか1つであることについては、副葬品として埋めることを避けた、いわゆる埋め惜しみをしたのではないかとの説がある一方、王者としての装いがまだ定型化される前であり、王者が腕輪、手玉などといった装身具を身に着けなかった弥生時代からの習慣が沼津周辺では続いていたためと考えられる。

## 出土土器

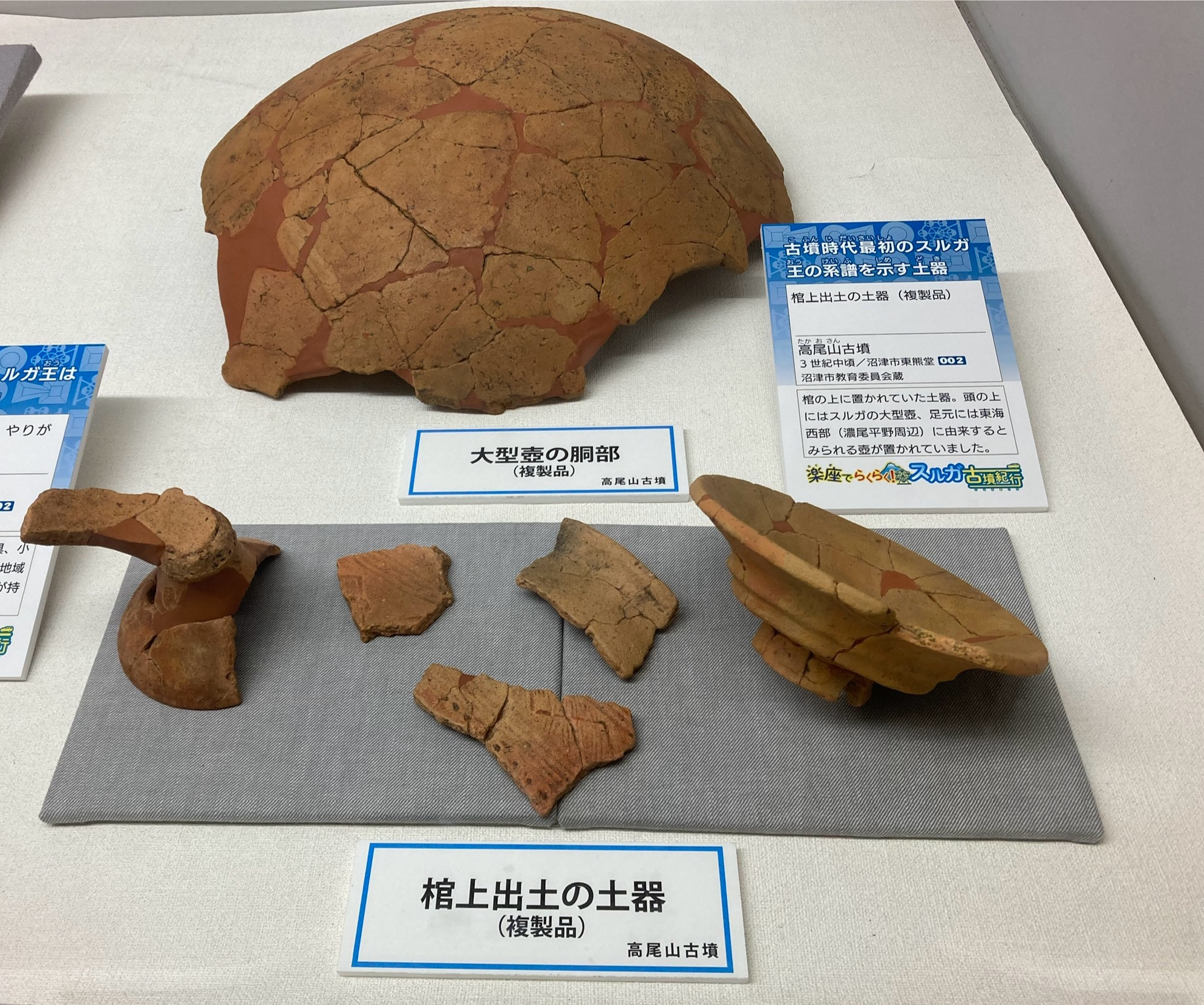
大型壺胴体及び棺上出土の土器（複製品）

高尾山古墳からは出現期の古墳としては極めて多くの土器が出土している。土器は墳丘の頂部、周溝内そして墳丘の盛土から出土しており、古墳祭祀で使用されたと考えられる小型壺、小型鉢、直口壺が周溝内から大量に発掘されていることが特徴に挙げられる。また後述のように地元静岡県東部の土器が主体であるが、北陸系、近江系、東海西部系、関東系といった外来系の土器も出土している。しかし畿内系の土器が一つも見つかっていないことも特徴の一つとして挙げられる。更に出土した土器の製作年代が比較的長期に及ぶと見られることも特徴に挙げられる。
主体部上部からは二重口縁壺、大型壺、高坏、パレススタイル壺、S字壺が出土した。パレススタイル壺とS字壺は破片状になっており、墓坑の埋土にまで混入している。一方、二重口縁壺、大型壺、高坏は被葬者の埋葬を意識した配置がなされていたと考えられる。うち高坏の位置づけがはっきりしない点が残るものの、二重口縁壺と大型壺は後述の大廓式の年代観では様式3のものと考えられ、この時期に被葬者の埋葬が行われたと考えられる根拠となっている。また墳丘内から出土した土器は大廓式の様式1の時期のものとされ、この時期が古墳築造の時期と判断される材料となった。出土した土器から想定される高尾山古墳の築造年代はおおむね3世紀前葉とされ、これは副葬品から想定される年代よりも明らかに古く、高尾山古墳をめぐる最大の論争点となった。
そして周溝とその周辺からは大量の土器が出土している。出土した土器の年代は比較的長期間に及び、また一定数の外来系土器が含まれ、古墳祭祀に使用されたと考えられる小型壺、小型鉢、直口壺が数多く出土している。
発掘調査報告書の考察によれば、古いタイプの土器（大廓式様式1, 2）についてはこれまで静岡県東部地方では出土例があまり無い器台が出土していること、外来系土器のほとんどが古いタイプと考えられることを特徴として挙げている。年代的に中期から後期に入る頃（大廓式様式3）の土器については、出土した小型壺、小型鉢の多くがその時代のものと考えられること、そして前述の主体部上部から出土し、被葬者の埋葬時期を示唆すると考えられる二重口縁壺、大型壺、高坏の時期に当たるとことが特徴として挙げられる。この時期には土器編成の大きな変化が認められ、古墳祭祀の画期であったことが想定されている。そして後期（大廓式様式4）の時代の土器としては直口壺が挙げられ、古墳祭祀が継続して営まれていたと考えられている。
一方、出土状況から判断して主体部上部や周溝内の土器は、高尾山古墳の築造前にあった住居で使用していた土器が混入した可能性を指摘する意見もある。高尾山古墳から出土した土器が、古墳築造前の住居跡から混入したものであれば、土器を根拠として高尾山古墳の築造時期の古さを主張することは困難となる。この説に対しては、そもそも高尾山古墳の周辺では弥生時代後期前半以後、集落が廃絶しており、古墳築造前の住居からの土器混入があったとしても年代が全く異なると予想され、加えて、土器の出土状況から考えて、高尾山古墳から出土した土器はやはり古墳に伴うものであると考えるのが自然である、との反論がある。2014年（平成26年）度の追加調査では、この問題を解決すべく墳丘の試掘調査を実施した。調査の結果、墳丘内からは多数の土器が出土したが、そのほとんどが大廓式様式1、230年頃の土器であったとして沼津市教育委員会はいったん高尾山古墳の築造年代は230年頃であるとの結論を出した。その後、墳丘盛土内と周溝から検出された土器類についての検討を進める中で、検出状況から判断して墓前祭祀で使用された土器ではなく、高尾山古墳の場所には古墳の築造前に集落があり、整地して古墳を築造した際に集落で使用していた土器が混入したものと考えられるため、古墳の築造と埋葬は250年頃との結論となった。

### 大廓式土器
高尾山古墳で数多く発掘され、中心的な土器であったと評価されている静岡県東部の在地型土器は、大廓式土器と呼ばれている。大廓式土器はこれまで静岡県東部で生産されてきた土器を基本として、各地から静岡県東部地域に搬入された外来土器の影響を受けて成立したと見られており、200年頃から300年頃にかけて生産されていたと考えられている。また主な生産拠点は狩野川下流域にあったと見られている。
大廓式土器は複合口縁壺、折返口縁壺、甕、高坏といった器種から構成され、中でも大型壺が特徴的なものとされる。また土器の胎土には縄文時代晩期に天城山のカワゴ平から伊豆東部火山群の活動の一環として噴出したカワゴ平軽石を含み、当時の他の大型壺よりも軽量という特徴がある。静岡県東部では大廓式土器の使用開始をもって古墳墳時代の幕開けと見なしている。また大廓式土器はその形態から、様式1から4までの4段階の様式変化があったとされている。
大廓式土器はその模倣品と考えられる土器を含めると、北は現在の宮城県、山形県、西は奈良県の纒向遺跡、大阪府という広い地域で発掘されている。しかし大廓式土器の製作が始まってからしばらくの間、様式1から2の時期にかけては、産地である静岡県東部からの搬出は限定的であったとされる。数少ない例外としては埼玉県桶川市、山梨県甲府市、神奈川県伊勢原市と、西三河の矢作川流域、伊勢の雲出川流域が挙げられる。
3世紀半ば、様式3の時期になると大廓式土器は土器の形式に多くの新しい要素が加わるとともに、急速に各地へと拡散していく。特に静岡県よりも東側の分布が目立つが、そのほとんどが太平洋側であり、日本海側ではほとんど発見されていないという特徴がある。また一部の遺跡では大廓式土器を構成する各種の器種が発掘されているが、多くの場合、発掘されるのは大型の壺のみである。これは前述のように当時としては最軽量であった大廓式の大型壺は、移送しやすかったというメリットがあったと考えられるとともに、大型壺のみの移動ということは、あくまで製品としての大型壺の移動であって、壺を作る人間の移動という要素は少なかったことが予想される。一方、数は少ないながら、埼玉県川島町の白井沼遺跡や伊勢の雲出川流域のように複数の器種が発掘されている例もあり、そのような地域では人の移住も想定されている。なお大廓式の大型壺は、東日本ではまだ築造されていた弥生時代式の方形周溝墓で執り行われた祭祀で用いられたとの説がある。
大廓式土器の出土状況から、土器の移動ルートが複数想定されている。一つは富士川を遡って甲斐、信濃方面へ向かうルート。一つは沿岸部を東へ向けて移送した後、三浦半島付近から上総方面を経て印旛沼や手賀沼付近を通って鬼怒川沿いに北上するか、または三浦半島付近から東京湾に入り、荒川や旧利根川を遡るルート。そして西側については、現在の名古屋市周辺、近江からは大廓式土器が全く出土しないことから、駿河から遠江、それから三河付近から知多半島を海路で伊勢湾を渡り、伊勢から鈴鹿山脈を越えて畿内に入るルートが想定されている。
高尾山古墳では、出現期の様式1から最終段階の様式4までの大廓式土器が出土している。前述のように高尾山古墳から出土した土器は古墳とは直接関係が無く、前時代の住居跡からの混入ではないかとの意見もある。それに対して、高尾山古墳出土の大廓式土器は全て古墳に関係しており、古墳の築造こそ様式1の時代に行われたものの、多くの特徴ある様式3の土器が検出されていることや、主体部上部から検出された大廓式の様式3の土器が、埋葬者を意識して配置されていると考えられることから、様式3の時代に古墳祭祀の画期、つまり被葬者の埋葬が行われ、その後、様式4の時代には墓前において祭祀が行われていたとの見解が示された。2014年（平成26年）度に行われた追加調査について沼津市教育委員会が示した解釈も同様の内容であった。つまり墳丘の盛土から検出された土器は大廓様式1の土器で、これが墳丘の築造時期を示し、主体部上部から検出された大廓式の様式3の土器や副葬品が示す時期が埋葬時期であるとし、埋葬後も祭祀が続けられたと見なした。具体的には古墳築造が230年頃、埋葬が250年頃であるとした。その後、前述のように沼津市教育委員会は様式1から2の大廓式土器は混入であるとの見解となった。
在地の土器をベースとして外来土器の影響を受けて成立した、大廓式土器の成立時に当たる様式1の段階に古墳築造が行われ、大廓式土器の画期と考えられる様式3の時代に被葬者の埋葬が行われたとすると、高尾山古墳は大廓式土器の文化圏の中核となることが想定される。また様式3の時代になって、大廓式土器が各地へと拡散していく動向からは、高尾山古墳の被葬者が各地域との首長との間に交流関係を結んでいたことが想定される。また、高尾山古墳から出土した大廓式土器が古墳と関連性があるものとする考えからは、これまで地域で作られていた土器が外来系土器の影響を受けて成立したという大廓式土器の成立経緯は、古墳時代冒頭の東日本各地における社会の動きと同期したものであり、高尾山古墳から出土した様式1から様式4の大廓式土器群はその実態をもっとも良く表す資料の一つであり、古墳自体も当時の社会の変革を反映しているとの見方もある。

### 外来系土器
高尾山古墳から出土した土器の中には静岡県東部以外の外来系土器が確認されている。外来系土器としては北陸系、近江系、東海西部系、関東系があるが、明らかに畿内系であると判断される土器は一つも出土していない。また発掘調査報告書の考察においては外来系土器は大廓式土器の様式1、つまり最も古いタイプの大廓式土器と同時代と見られる土器がその大半であるとする。一方、北陸系土器についてはもう少し新しい時期、つまり副葬品から想定される年代とほぼ変わらない時期を想定する専門家もいる。畿内からの土器が全く見られないことから、高尾山古墳は邪馬台国と敵対していた狗奴国の有力者を葬ったのではないかとする説がある。
高尾山古墳周辺の、古墳築造と同時期と考えられる集落から出土する土器を分析してみると、浮島沼周辺の遺跡から出土する土器は、高尾山古墳と同様に東海西部系、近江系、東海西部系の土器が確認されるものの、やはり畿内系の土器はほとんど出土しない。その一方で田方平野、狩野川河口周辺、富士山麓からは畿内式の土器が多数出土している。また浮島沼周辺は他の地域よりも北陸系、近江系が集中して出土している。このように高尾山古墳周辺という比較的狭い範囲においても、外来系土器の出土状況に明らかな違いが見えることは、外来系土器が流入する経路が異なっていたのではないかとの仮説が提示されている。つまり現在の田子の浦港付近から浮島沼を経由して高尾山古墳に至るルートと、狩野川を遡って田方平野方面へ向かうルートなどが想定される。高尾山古墳から出土した外来系土器の中では東海西部系の土器が多く、伊勢湾沿岸地域との密接な交流が想定されている。また高尾山古墳から浮島沼方面、更に富士川を遡り甲斐・信濃を通って北陸方面へ向かうルートの存在も推定される。
外来系土器が見られるといっても、高尾山古墳から出土した土器の主力はあくまで在地の土器である。このことから対外勢力がむりやり沼津の地に入り込んだわけではないと想定される。後述のように高尾山古墳を含む東駿河では、様々な地域との交流を示す外来系土器が見られることから、東駿河の地は各地方同士のネットワークの結節点となっていたと考えられる。このように弥生時代後期以降、東駿河が発展していく中で各地とのネットワークを広げていき、その結果として高尾山古墳が築造されたと考えられている。

## 地域と広域のネットワークと高尾山古墳

### 高尾山古墳築造時の東駿河
弥生時代後期後葉、愛鷹山丘陵地帯の比較的標高が高い場所に発達した足高尾上遺跡は、大廓式土器が作られるようになった古墳時代に入っても継続するが、大廓式土器の様式2の時代に入ると急速に衰退していく。一方、大廓式土器の製作が始まった古墳時代に入ると、高尾山古墳の周辺のような愛鷹山山麓の丘陵地帯でも標高が低い場所や、浮島沼付近の低地帯に集落が復活し始める。そして副葬品の内容から高尾山古墳で被葬者の埋葬が行われたとの説が強い大廓式土器の様式3の時代になると、本格的に集落が発達していく。中でも高尾山古墳のすぐ西側にある入方遺跡は、大廓式土器の初期段階から集落が形成され、古墳時代初頭の首長館の跡とも考えられる遺構が発掘されている。入方遺跡は高尾山古墳と同様に、東海西部系、近江系、北陸系の外来土器が見つかっている事実からも高尾山古墳との関連性が指摘され、被葬者の居館であったとの説が唱えられている。
足高尾上遺跡の衰退と前後して標高が低い愛鷹山丘陵地帯や浮島沼周辺の低地帯に集落が発達することは、やはり標高が高い足高尾上遺跡から低地への人の移住が起きたものと考えられる。それに加えて、足高尾上遺跡では外来系土器が少なく、古墳時代に入って発達する標高が低い愛鷹山丘陵地帯や浮島沼周辺の低地帯の集落では、外来系土器が多く見つかっている傾向から、単に高いところから低地へ人が移動したばかりではなく、他の地域との相互交流の活発化という刺激もあって新たな集落が形成されていったものと考えられる。このように比較的排他的な高地性集落であった足高尾上遺跡の衰退と、他地域との交流に積極的な低地帯の新しい集落の発達は、東駿河の本格的な古墳時代の幕開けを告げる出来事であった。
一方、狩野川流域の沖積平野でも、古墳時代に入って大廓式土器の製作が始まる頃から集落が再開されるようになる。中でも現在の駿東郡清水町の恵ケ後遺跡が注目されている。恵ケ後遺跡には高尾山古墳近くの入方遺跡とともに古墳時代初頭期の首長館があったと想定されており、また東海西部系、畿内系といった外来系土器が大量に出土しており、交流の拠点として機能していた集落であると考えられている。多量の外来系土器の出土から他地域との交流の拠点として機能していた往時の様子が想定され、首長の居館があったと考えられる恵ケ尾遺跡は、高尾山古墳の被葬者の本拠地候補の一つである。
また田方平野には伊豆の国市の山木遺跡が注目される。山木遺跡では恵ケ後遺跡ほどの量ではないものの、畿内系、東海西部系、北陸系の外来系土器が出土している。前述のように狩野川流域の恵ケ後遺跡、山木遺跡とも高尾山古墳や浮島沼周辺の遺跡とは異なり、畿内系の土器が出土している。これはやはり外部との交流の形態が異なっていたためと考えられ、古墳時代冒頭時、交通の要衝である東駿河の地では他地域との様々なネットワークが機能した、いわばネットワーク同士が結び付く場所になっていたことを示唆している。
そして高尾山古墳の築造前、大廓式土器の製作が始まる頃、富士宮市丸ケ谷戸遺跡に全長26.2メートルの前方後方墳形の周溝墓が築造されたことが注目されている。規模的には弥生時代の方形周溝墓と大差ないものの、周溝内から在来系の土器以外に東海西部系、畿内系、北陸系といった外来系土器が出土しており、このことから外部地域との交流が丸ケ谷戸遺跡の前方後方墳形周溝墓が築造されたきっかけとなったと考えられ、高尾山古墳の築造に結びつくような社会の変化を表していると考えられる。

### 弥生時代終末期と広域ネットワーク
3世紀前半の弥生時代末期、土器、青銅器、鉄器、水銀朱などの多種多様な物資が日本各地で盛んに流通していたことが確認されている。物資の流通は旧石器時代以降確認できる現象であるが、弥生時代終末期は遠隔地からのモノの流通を含み、前時代よりも遥かに交流が盛んにおこなわれたという特徴がある。このような中で3世紀前半には奈良盆地南西部の纒向遺跡など、交流の拠点となる場所に大規模な集落が形成され、そのような拠点集落では、地元ばかりではなく遠隔地を含む他地域からの土器が多く見つかっている。
このような各地域同士の交流の活発化の背景には船の技術革新があった。これまで使用されていた船は丸木舟のような木を刳り抜いて製作した刳船であり、大型化が難しいため運搬能力が低く、また安定性も悪いため、外洋での航海が困難であった。それが弥生時代中期以降、丸木舟の側面に舷側板を取り付けたり、船首の部材を取り付ける準構造船の登場が確認されている。弥生時代終末期には準構造船が大型化しており、日本各地の物資交流の活発化に貢献する。このような準構造船の拠点となったのが、河口の近くで砂州に隔てられた潟湖であった。潟湖は波が穏やかであるため弥生時代終末期、各地との物資交流を担う準構造船の拠点となり、潟湖周辺には交流の拠点となる場所として大規模な集落が形成されるようになったと考えられる。このような拠点集落の代表として、伊勢湾西岸の雲出川流域、西三河の矢作川支流の鹿乗川流域の遺跡が挙げられる。
高尾山古墳が造営された東駿河には潟湖である浮島沼があり、集落の形成状況や高尾山古墳など初期古墳の築造状況が伊勢湾西岸の雲出川流域と類似していることが指摘されている。実際、浮島沼周辺の遺跡からは古墳時代前期のものと考えられる準構造船が発掘されている。このように高尾山古墳を造営した勢力の一端は、弥生時代終末期から日本各地で見られる、準構造船の拠点となった潟湖周辺に設けられた拠点集落であると考えられる。
高尾山古墳から出土する土器や狩野川下流域が生産拠点であった大廓式土器などから、当時の広域ネットワークのあり方が垣間見える。前述のように奈良の纒向遺跡からは大廓式の大型壺が出土している。この大廓式土器は、当時、多地域を結ぶネットワークの中心地のひとつとして機能していた伊勢湾西岸の雲出川流域から搬入された土器であると考えられる。当時の物流の拠点であった伊勢湾西岸の雲出川流域、西三河の矢作川支流の鹿乗川流域は、海上交通を通じてお互いに密接な関係にあったと考えられ、大廓式土器など様々な外来系土器が大量に出土している。これら広域ネットワークの拠点集落の近傍には、古墳時代初頭築造の古墳が確認されている。一方、高尾山古墳からは東海西部系、近江系、北陸系などの外来系土器が出土しているこれは高尾山古墳の被葬者と土器の搬出先との関係性を示唆している。中でも東海西部系の土器が多いことから、東海地方西部との密接な関係が想定される。
これまで述べたように古墳出現期の古墳時代冒頭は、遠隔地を結ぶ様々なネットワークが活性化した時期であった。準構造船の拠点となった潟湖である浮島沼の近傍に築造された高尾山古墳は、まさに当時の天然の良港に近接した交流の拠点の一つに築造されている。このことから、中央高地における交通の要衝に築造された弘法山古墳などと同じく、広域ネットワークを掌握した地域首長の姿が見えてくる。前時代までの方形周溝墓から、前方後円墳や前方後方墳が日本各地で広く築造が開始されることも、このような広域ネットワークの形成が密接に関わっていると考えられる。古墳出現期の高尾山古墳や弘法山古墳では他地域からの土器が多く出土している。これは単に地域を代表する首長の墳墓であるばかりではなく、弥生時代とは異なる新たな秩序が広く形成されつつあった当時の時代性をはっきりと示している。

### 地域と広域ネットワークの結合と高尾山古墳
高尾山古墳の立地条件を考察すると、単に浮島沼周辺の勢力ばかりに依存しているとは考えにくい、古墳築造から被葬者の埋葬時にかけて、狩野川下流域にも外部との活発な交流を行っていたことが推定される恵ケ後遺跡などがあり、愛鷹山の丘陵の比較的標高の高い場所には足高尾上遺跡群があった。高尾山古墳はこれらの遺跡群をまさに繋ぐような場所に立地している。つまり富士川下流域から浮島沼周辺、愛鷹山丘陵地、そして田方平野付近までの狩野川流域の、性格が異なる集落を背景として高尾山古墳が築造された経緯が想定されている。このように高尾山古墳は東駿河の各地域を繋ぐ位置に立地しており、古墳がある場所そのものに大きな資料的な価値が見いだされ、古墳の現地保存が重要視される根拠となっている。
もちろん高尾山古墳の造営された地は、単に東駿河の地域ネットワークの結節点であるばかりではなく、弥生時代終末期以降活性化する広域ネットワークの中で築造されたという視点も重要である。つまり東駿河各地の性格が異なる集落同士がまとまった地域社会の上に、各地と結びついた広域ネットワークの中で高尾山古墳の造営がなされたと考えられている。そして高尾山古墳や長野県の弘法山古墳といった古墳出現期に、各地でほぼ同時期に築造された古墳は、これまで述べてきたような弥生時代的な社会からの大きな変化を反映した物証であるが、一方ではこれまでの伝統的な社会秩序も維持した上での変革であると見られている。つまり高尾山古墳の被葬者は、前時代である弥生時代を引きずりながらも古墳時代に第一歩を踏み出した存在であったと考えられている。また外部からの一方的な文化の進出や征服といった事態が起きたとも考えにくいとされている。また副葬品の内容からも、弥生時代的なものと古墳時代的なものとの混在が指摘されている。

## 高尾山古墳をめぐる論争の要点
前項で述べられたように、高尾山古墳の発掘結果をめぐって考古学の専門家間で多くの論議が巻き起こっている。論議の中心は
- 築造時期
- 被葬者像
- 高尾山古墳が沼津に築造された理由

の3点である。
築造時期については、これまでも述べているように土器から想定される古墳の築造時期と副葬品から想定される時期が異なるという問題があり、これは高尾山古墳を巡る論争の中心となっている問題である。古墳の築造がされたと考えられる3世紀前半代から半ばの時期は、ちょうど邪馬台国の卑弥呼の登場時期と重なる。土器から想定される年代が正しいとすると、高尾山古墳は、卑弥呼が被葬者であるとの説があり、代表的な出現期古墳である箸墓古墳の想定されている築造時期よりも前に築造されたことになる。
なお土器による築造時期推定については、3世紀前半期まで遡ることはないのではないかという意見やまた前述のように、発掘調査報告書の考察では外来系の土器のほとんどは3世紀前半代の古いタイプであるとした点について、北陸系の土器に関しては当てはまらないのではないかという意見や、土器の出土状況から判断して、高尾山古墳から出土した土器は古墳築造前の住居跡から混入したものではないかとする意見がある。一方、副葬品から想定される年代観は、専門家間で多少のずれは認められるものの、おおむね3世紀半ば頃で一致していると言える。この年代観に従えば、やはり古墳出現期の墳丘長60メートルを超える前方後方墳として知られている弘法山古墳と同時期だと考えられる。
土器と副葬品の編年にずれが生じる問題については、被葬者の生前に古墳を築造するいわゆる寿陵説など、古墳の築造時期と埋葬時期が異なるのではないかとの説が唱えられた。2014年（平成26年）度に行われた追加調査について沼津市教育委員会が示した解釈も、古墳の築造は230年頃、被葬者の埋葬は250年頃であるとして、築造と埋葬との間にタイムラグがあるという解釈であった。前述のように沼津市教育委員会は、2014年の再調査の結論として墳丘や周溝から検出されている土器類は、古墳築造前に存在した集落で使用されていた土器が混入したものであるとの結論を出した。
高尾山古墳の年代観が土器と副葬品とで生じた少なからぬずれについて、考古学の古墳編年において構造的な問題であると指摘する意見もある。土器による古墳の年代観では、被葬者の埋葬後も祭祀が行われ続けることが想定されるため、基本的に出土した土器で最も古いものが古墳の築造年代と判断される。一方、副葬品の場合、前時代から引き継がれてきたいわゆる伝世品も副葬されるため、副葬された中で最も新しいものが示す時期が古墳の築造年代となる。つまりより古いものを探す土器と、より新しい要素を確認する副葬品とでは年代についての分析方向が逆であるため、土器の方が古い年代を出しやすい傾向がある。これまでも土器による築造時期の推定が副葬品による年代よりも古く出るという、編年のずれを生じた例があった。このように高尾山古墳の編年についての問題は、単に古墳の年代についての問題にとどまらず、古墳の調査論の深化にも貢献している、と指摘されている。
古墳の被葬者像についても様々な議論がなされている。具体的な被葬者像としては物部氏の一員ではないかとの説や、卑弥呼率いる邪馬台国と対立した狗奴国の有力者ではないかとの説がある。また副葬品に玉類は勾玉1つであったのに対して、槍や鉄鏃といった武器の副葬が目立つことから、被葬者は武人的傾向が強い人物であったとの想定もある。
高尾山古墳築造の前後、揺籃期にあったと考えられるヤマト王権との関わり合いについては、研究者間で意見の隔たりが見られる。積極的な関与を認める意見としては、東日本に見られる古墳時代初期の大型前方後方墳は、ヤマト王権の東国進出の象徴であり、高尾山古墳が造営された沼津はヤマト王権の東方戦略の拠点であったとする説がある。また、副葬品の槍の項でも触れたように、副葬品の内容からヤマト王権の副葬品の配布を想定する説や、鏡や勾玉のように配布の可能性が指摘されているものもある。
ヤマト王権の東方戦略の拠点とまではいかないが、高尾山古墳の築造は、地域の独自性を保ちながらヤマト王権の東方支配に間接的に連動した結果ではないかとの説がある。この説によれば、高尾山古墳の被葬者はヤマト王権の創始時から参画していたわけではなく、やや遅れて東方進出の開始に際して協力の姿勢を見せた首長であるとしている。ヤマト王権の影響を認めながらも、その影響力はいまだ限定的であったとする説もある。古墳時代の前期前葉に築造されたと考えられる、墳丘長60メートル程度の前方後方墳である高尾山古墳、弘法山古墳や滋賀県の小松古墳からは規格性がある鉄鏃が出土しており、このことから揺籃期のヤマト王権と無関係ではなかったと判断されるものの、箸墓古墳を頂点とする前方後円墳のヒエラルヒーにはまだ本格的に参画していなかったとする。更に高尾山古墳、弘法山古墳、小松古墳などは、古墳時代初頭において箸墓古墳を頂点とする前方後円墳の秩序に属さない古墳の中で、最大の古墳であると指摘している。
一方、東海西部の勢力の関与を指摘する意見もある。前方後方墳系の墳墓は東海西部が分布の中心であり、近畿以東に広まっていたことを主な根拠として、3世紀前半、前方後円墳系の墳墓を採用した邪馬台国連合に対抗する狗奴国連合が、東海西部を本拠地として近畿以東に形成されていたという説がある。このような東海西部系勢力の影響下で、高尾山古墳が造営されたとする意見もある。なお、前方後方墳系の墳墓に代表される近畿以東の東海西部系勢力の結集を想定し、それが狗奴国であるとの説には、そもそも近畿以東の東日本全体で前方後方墳が優勢であったという事実が無く、そのような説には根拠がないとの反論がある。
また、高尾山古墳の多様な要素が混交したあり方自体を重視すべきとの意見もある。高尾山古墳が築造された古墳出現期は、緩やかな秩序が形成されつつあるものの、まだまだ明確な求心性、階層などは見て取れず、日本各地で高尾山古墳に代表されるような個性的かつ多様な要素を包含した古墳が、同時多発的に築造され始めたという共通性、画一性を生み出した背景に注目すべきとする。これは古墳時代初頭の段階ではヤマト王権にしろ東海西部の勢力にせよ、はっきりとした権力の中心としては確立されておらず、高尾山古墳のような古墳の築造も先進的な一地方が牽引したことによってもたらされたのではなく、各地の社会が成熟していき、外部との繋がりを強めていく中で、古墳の築造が各地域の中から始まったものとしている。
そして邪馬台国と狗奴国の関係をめぐる議論では、今後高尾山古墳の存在を考慮に入れないような理論は考えられないとして、「日本の政治的な社会の成り立ちを考える上で重要な古墳」との評価もある。
高尾山古墳がなぜ沼津の地に築造されたのかという疑問については、前述のように古墳時代初頭、互いに性格が異なる東駿河の各集落が結びついて地域社会が形成され、また東駿河は交通の要衝として、弥生時代後期後葉に活性化した広域ネットワークの拠点にもなった。このような東駿河の地域社会と遠隔地を結ぶ広域ネットワークを掌握した首長によって、高尾山古墳が沼津の地に築造されたと考えられる。

## 古墳築造後

### 高尾山古墳以後の古墳築造と珠流河国造

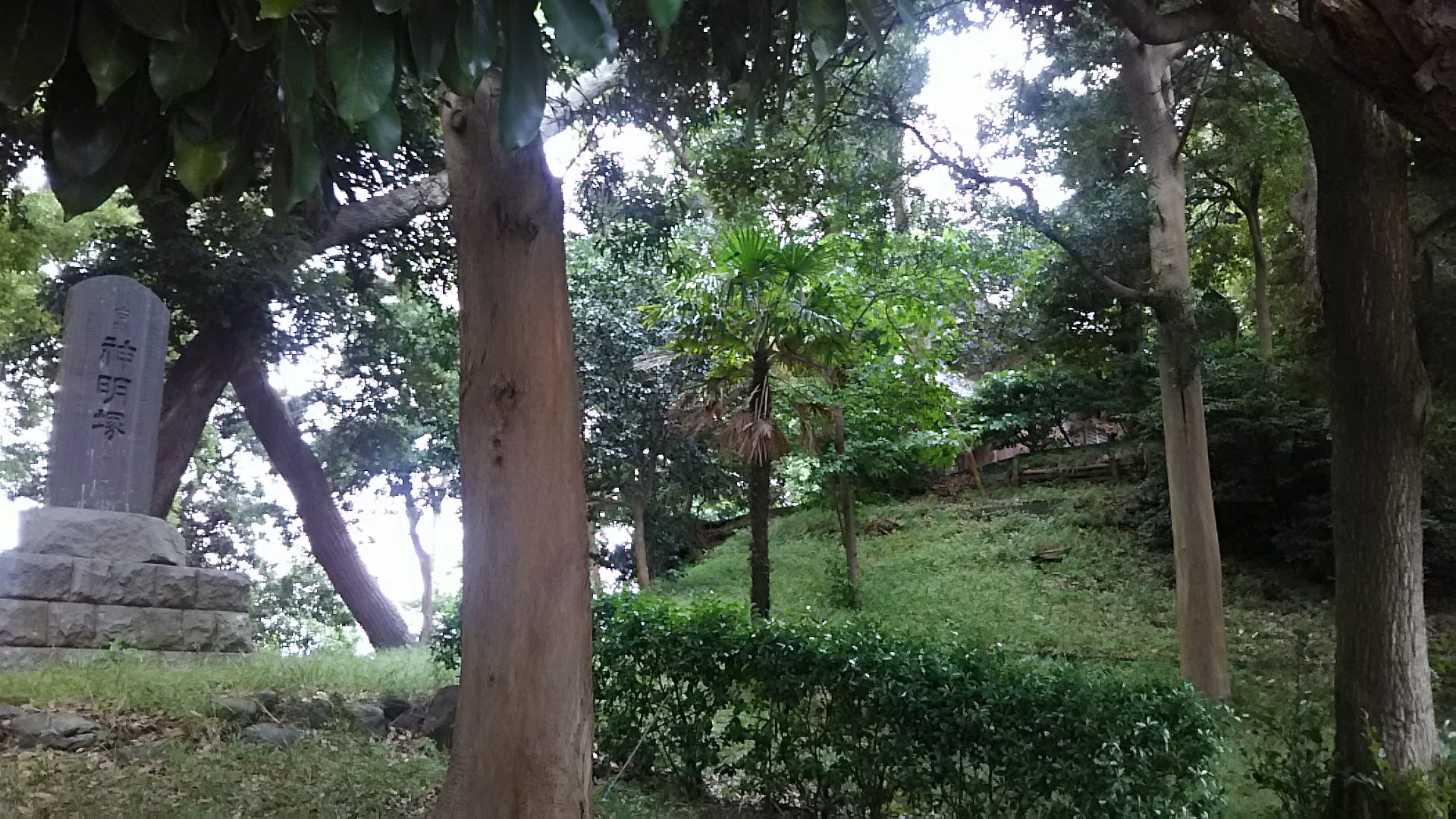
高尾山古墳に続いて、東駿河では古墳時代前期前半、田子の浦砂丘上に神明塚古墳が築造されたと考えられている。

高尾山古墳の築造に続いて東駿河の地で造営されたと考えられている古墳は、沼津市松長の神明塚古墳である。神明塚古墳は田子の浦砂丘上に築造された墳丘長52.5メートルの前方後円墳で、古墳時代前期前半の造営と考えられている。神明塚古墳に続く古墳は現状でははっきりとしていないが、高尾山古墳に近い愛鷹山麓にある子ノ神古墳が有力視されている。子ノ神古墳は墳丘長64メートルの前方後円墳と考えられており、沼津の地に高尾山古墳を初代とする3代の首長を葬った可能性が示唆されている。また高尾山古墳に続いて築造されたと考えられる神明塚古墳が前方後円墳である事実は、ヤマト王権との直接的な関係が成立した事実を示していると考えられている。
古墳時代前期前半の高尾山古墳の築造に続いて、沼津で神明塚古墳、子ノ神古墳が築造された後、北伊豆や現在の富士市付近で古墳の築造が行われるようになると考えられている。北伊豆地域では墳丘長約70メートルの前方後円墳である三島市の向山16号墳、そして富士市周辺では墳丘長90メートルを超える前方後方墳の浅間古墳、続いて墳丘長約60メートルの前方後円墳である東坂古墳が築造される。このように東駿河の首長権は、沼津地域から北伊豆、そして富士市周辺と移動していった流れが考えられる。
また東駿河の地には後に珠流河国造の領域となったと考えられるが、東駿河の古墳の築造状況から珠流河国造の萌芽ともいうべき地域統合が見られることは注目される。中でも高尾山古墳が築造された沼津市周辺は古墳時代以降、680年頃に駿河国から伊豆国が分離されるまでは駿河の中心地として機能していた。

### 古墳時代以降の高尾山古墳
高尾山古墳では律令時代の住居跡が3つ確認されている。この住居跡はいずれも高尾山古墳築造時に大規模な削土が行われたため、当時の地表面よりかなり深い地層で確認されている。また住居跡は確認されていないが、墳丘の前方部と後方部の境目のくびれ付近からは、律令時代末期のものと考えられる土器がまとまって出土している。そして周溝内に住居跡の可能性が高い落ち込みも確認されており、高尾山古墳の範囲内に少なくとも5軒の律令時代の住居があったと考えられている。律令時代、高尾山古墳の北側には旧根方街道が通っていたと考えられ、根方街道に沿って律令時代の集落があったと推測されている。
高尾山古墳の周溝内や周辺の耕作土からは、江戸時代後半から大正時代末以降の陶磁器、砥石といった遺物が出土している。そして高尾山古墳の墳丘に掘られた4つの防空壕も確認された。なお防空壕は墳丘が削られてしまっている墳丘西側の市道側からも複数掘られたという。

### 熊野神社と高尾山穂見神社

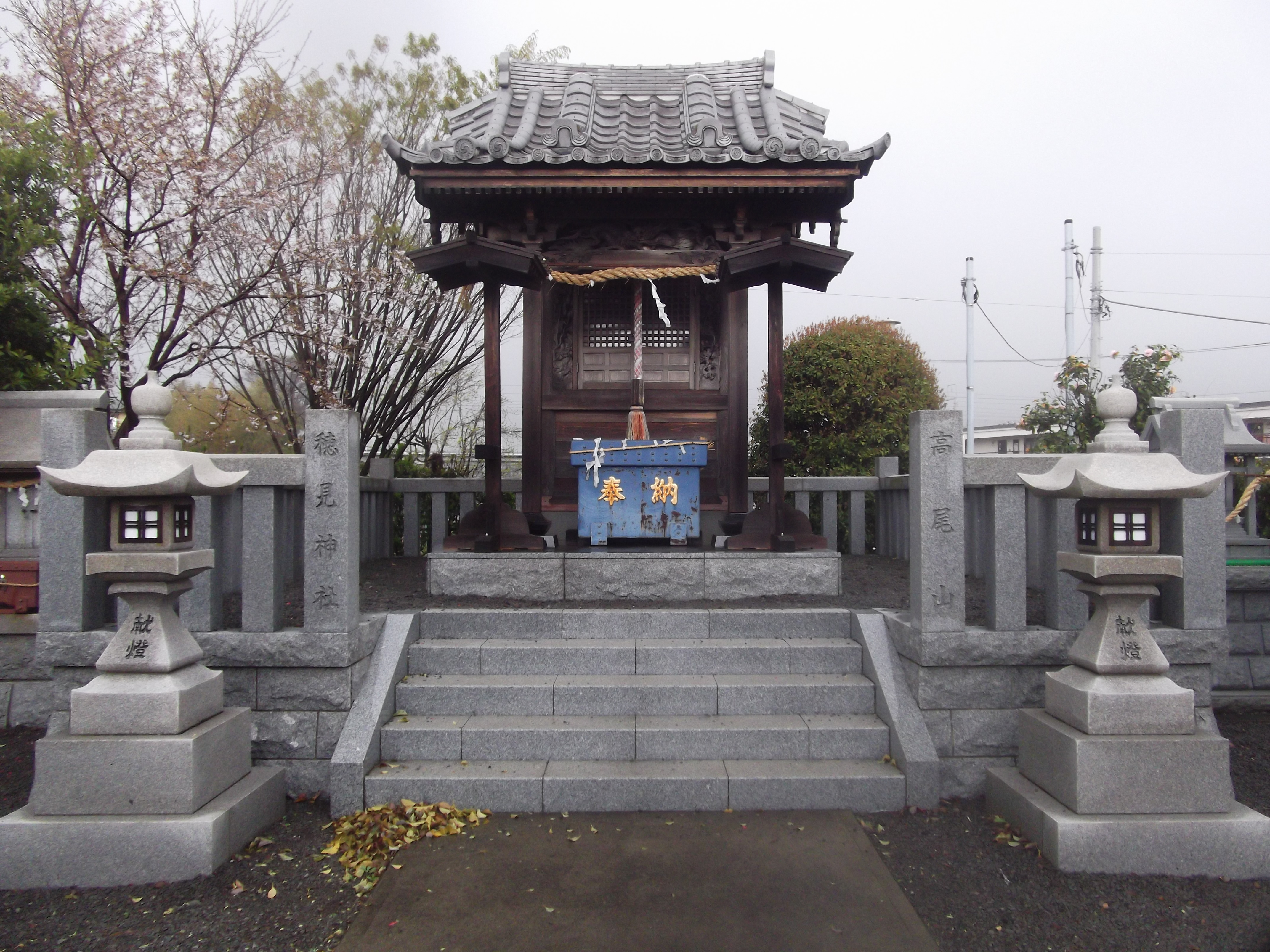
高尾山穂見神社

かつて高尾山古墳の前方部には熊野神社、後方部には高尾山穂見神社があった。前方部にあった熊野神社の創建年度は不詳である。だが、1570年（元亀元年）の熊野神社の由来によれば、勧請の年から何百年経ったかは古い昔の話なのでわからないものの、熊野神社の社名を取って熊野堂という村名が付けられたという。やがて熊野堂は現在のように熊堂と呼ばれるようになった。その後、江戸時代には社領の下賜があり、1875年（明治8年）に村社に列せられた。1923年（大正12年）には社殿が改修され、瓦葺となった。
一方、高尾山穂見神社は、1846年（弘化3年）10月に東熊堂の川村喜兵衛ら7名が、現在の山梨県南アルプス市にある高尾山穂見神社の分祀を願い、願いが聞き届けられて分霊を東熊堂上荒久の地に祭ったことにより創建された。その後、参拝者が多かったため、交通の便が良い熊野神社境内に1888年（明治21年）に移転し、社殿は高尾山古墳の後方部に建てられた。
高尾山穂見神社は商売繁盛の神様を祀っているとして、祭礼時には縁起物のだるまや熊手を商う露店などが多数並び、沼津市内のみならず近隣からも多くの参拝者が集まる。高尾山穂見神社は縁結びのご利益もあるとして、祭礼時には女性の参拝客も多い。昭和30年代頃までは我入道や静浦の漁師たちが、祭礼の日の夜更けになると沼津の花街の芸者衆を率いて祭りに参加していたといい、たいそう華やかであったという。また高尾山古墳の近隣では、祭礼までに麦まきの作業を終える習慣があった。なお高尾山穂見神社の祭典は、かつては11月30日と12月1日に行われていたが、日取りが平日になると近隣住民の手伝いが難しくて人員の確保が困難となってきたため、1977年（昭和52年）からは11月最終の土日に行われるようになった。

## 道路建設と古墳保存

### いったん断念された古墳保存
高尾山古墳は2005年（平成17年）7月12日と13日に行われた、都市計画道路沼津南一色線の建設に伴う第1次試掘調査の結果、古墳である可能性が高いとされ、その後、2007年（平成19年）7月に第2次試掘調査、2008年（平成20年）度、2009年（平成21年）度には本調査が実施された。
都市計画道路沼津南一色線は1934年（昭和9年）に計画された片端西高島線がその原型である。戦後、沼津駅付近から西熊堂を結ぶ道路、沼津金岡線として1946年（昭和21年）10月に都市計画決定された。その後、1961年（昭和36年）7月には終点が沼津市岡宮まで延長された。岡宮まで計画が延長された後の1961年12月末から1964年2月にかけて建設工事が行われた東海道新幹線の沼津工区の路盤工事では、この都市計画道路の計画に基づき、道路と立体交差できるように橋げたの位置を調整し、また橋げたの幅も広くとった。1974年（昭和49年）には終点が長泉町南一色となり、名称も沼津南一色線と変更された。

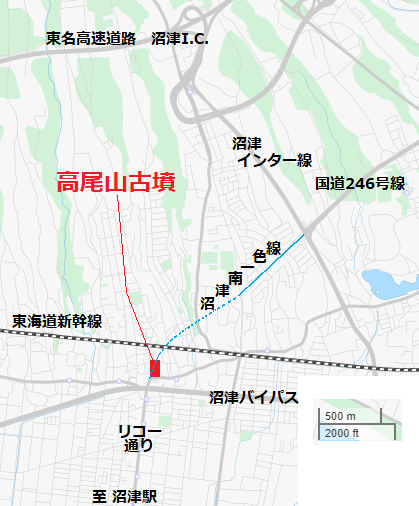
周囲の道路。

沼津南一色線は東側は裾野バイパス（国道246号）に繋がり、裾野市や長泉町方面と沼津市中心部を結ぶ都市間交通としての道路、国道246号と国道1号を結ぶ広域道路、そして沼津市の中心部と東名高速道路の沼津インターチェンジを結ぶという役割を担い、幅員25メートル、4車線の幹線道路として計画が進められている。沼津市としては沼津南一色線を都市の骨格を形成する重要な路線と位置付けている。また高尾山古墳周辺の道路は慢性的な交通渋滞に悩まされており、排気ガスによる生活環境の悪化が懸念され、交通事故も多発し、小中学校への通学にも支障をきたしているなど、市民生活に悪影響が起きていた。沼津南一色線の開通によってこのような交通問題の軽減も期待されていた。高尾山古墳はこの沼津南一色線の道路建設予定地にある。
1996年（平成8年）、高尾山古墳が工事区間に含まれる沼津南一色線事業中区間は事業認可され、建設が着手された。2005年（平成17年）度には道路工事が開始され、同年度までに高尾山古墳周辺の土地買収も進行し、6月には沼津市建設部街路課から教育委員会文化振興課宛に、辻畑古墳（高尾山古墳）の扱いについて照会があった。道路予定地には熊野神社、高尾山穂見神社があって、道路建設のためにはどうしても神社の移転が必要となり、それとともに高尾山穂見神社の下にあるとされていた辻畑古墳が問題となったのである。結局、2005年（平成17年）と2007年（平成19年）に試掘調査が行われることになった。
道路建設と古墳保存との問題は、早くも試掘調査後に起きていた。2009年（平成19年）9月、沼津市の道路建設課長宛の文章の中で、辻畑古墳は前方後方墳であり、静岡県下でも最古級の貴重な古墳であるので、取り扱いについて教育委員会（文化振興課）と協議するよう求めた。しかし検討の結果、前述のようにあらかじめ道路の立体交差を見越して新幹線の橋脚の幅を広げてあるため、沼津南一色線はどうしてもそこを通さざるを得ない。新幹線から高尾山古墳までわずか180メートルしか無く、また沼津南一色線が国道1号と合流する計画である江原公園交差点までも古墳から120メートルと短い。そのため道路を古墳を避けるようなカーブにすると急カーブとなり、主要幹線道路として計画されている沼津南一色線の建設条件に反してしまう。同様にトンネル、高架で古墳を避けようとしても道路が急勾配となるため、やはり規定に反してしまうことが明らかとなった。その上、これまでの道路建設や用地買収、住宅移転の経緯も考慮すると高尾山古墳の保存は困難であり、記録保存とする方針となった。
2008年（平成20年）度、2009年（平成21年）度の本調査の結果、更に古墳の重要性が明らかとなった。2009年（平成21年）9月に行われた現地説明会は1000人以上の人が集まる盛況となり、説明会の前後には古墳そのものばかりではなく、保存問題についての報道も相次いだ。そのような中で沼津市は9月半ばに学術的評価が定まるまで現状保存をするという方針を決め、墳丘部の掘り下げ調査は中止された。この時点で沼津市側は高尾山古墳を現状のまま保存するか、古墳本体の保存は断念して記録保存を行うのか、古墳の学術的評価を見て決めるというスタンスを示していた。
2011年（平成23年）度、高尾山古墳の発掘調査報告書が刊行された。同じく2011年（平成23年）度からは沼津市において高尾山古墳についての庁内検討会が設けられ、古墳の保存方法などについての検討が進められた。そのような中で、日本考古学協会では2012年（平成24年）11月に高尾山古墳の保存を求める要望書を提出した。要望書ではまず高尾山古墳の学術的重要性を説明し、古墳が道路工事によって失なわれることは沼津市民のみならず日本国民にとって大きな損失であるとして、国民共有の財産として保存を求めた。また同年、静岡県考古学会も高尾山古墳の保存についての要望書を提出している。一方、地元の岡宮自治会は、早期の道路完成を求める要望書を繰り返し提出していた。

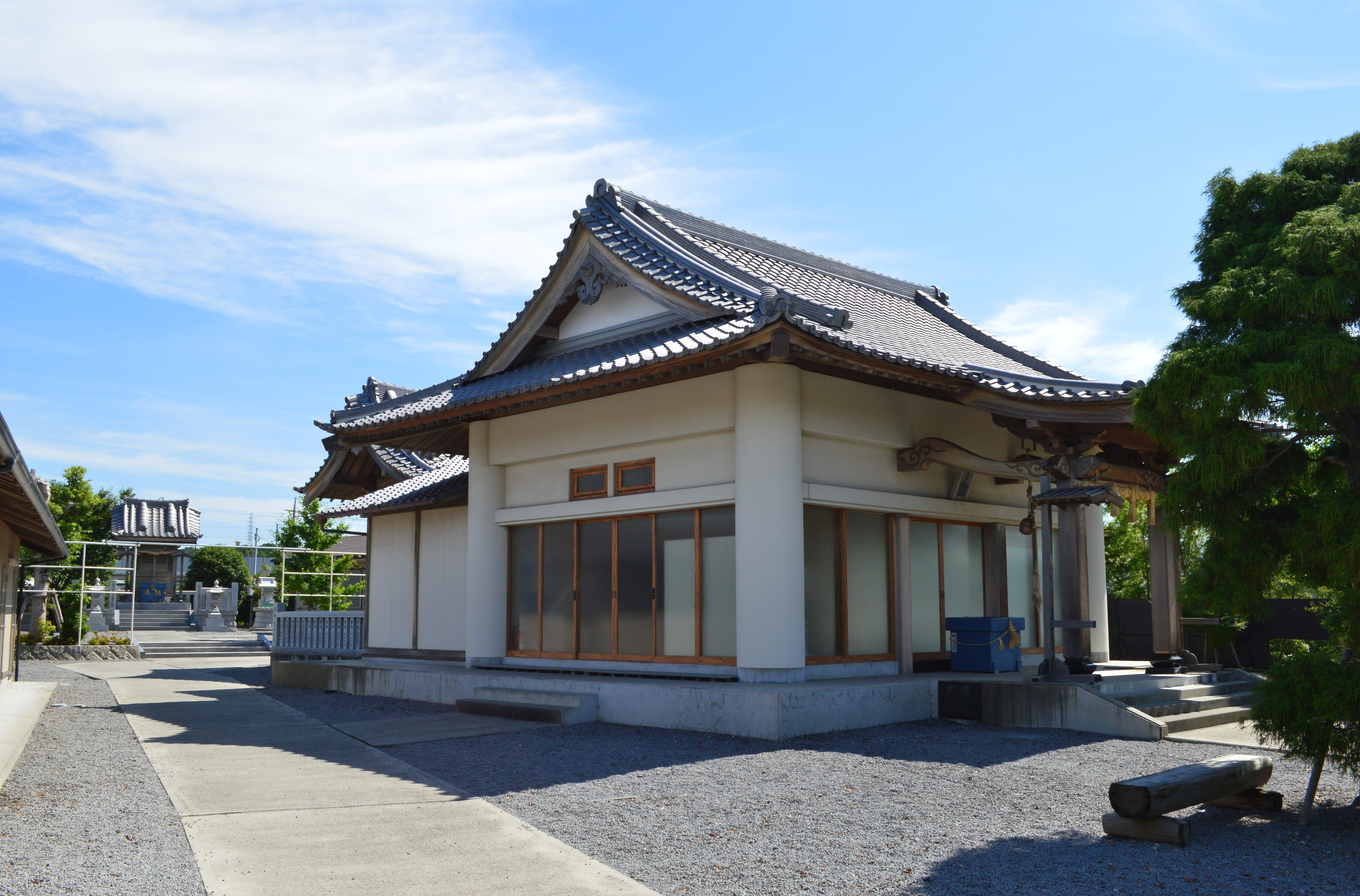
移転・再建後の熊野神社（右）と高尾山穂見神社（左奥）

沼津市としてはやはり高尾山古墳の保存は困難であるとの結論となった。前述のように古墳を避けて沼津南一色線を建設すること自体高いハードルがある上に、高尾山古墳の周辺は市街化が進んでいた。これまで重要な遺跡を避けるために道路計画を変更した事例は、高尾山古墳とは対照的な市街化が進んでおらず交通量も比較的少ない地域がほとんどであった。高尾山古墳の場合、周囲の市街化が進んでいるので古墳保存のために新たに立ち退きを迫られる事態を招く可能性が高く、またどうしても道路の交通量も多くなってしまうため、道路の規格も高いものが要求されることになる。結局、まず道路を古墳を迂回させる方法や、トンネル、高架も条件的に道路建設が不可能であるとされた。墳丘の一部を保存するために迂回する方法も、多くの土地の追加買収が必要となってしまい、現実的ではないとされた。また古墳の東側に道路を建設する場合、高尾山古墳の墳丘から移転して、2009年（平成21年）9月には遷座祭も終えていた熊野神社、高尾山穂見神社がもう一回移転を迫られてしまうことも問題となった。そこで高尾山古墳は記録保存とし、沼津南一色線の歩道部分の勾配を調整することによって古墳東側の周溝の一部を残す案を固めた。
2014年（平成26年）12月、沼津市は静岡県教育委員会とともに、文化庁に古墳東側の周溝の一部を残す案について説明した。文化庁側からは沼津市が示した案を了承するとともに、引き続き検討をしていくように指示した。2015年（平成27年）1月には、沼津市は沼津南一色線の建設を進めるために発掘調査を行う旨の通知を静岡県教育委員会に提出した。3月31日、静岡県教育委員会は古墳を可能な限り残すように引き続き検討することと、古墳の価値について市民に周知していくことなどの条件付きで沼津市の通知を許可した。沼津市としては高尾山古墳の実物3分の1程度の復元施設の設置や、出土品や古墳築造当時の様子をデジタル技術で体感できるような展示をすることを検討し、更に墳丘西側の道路建設予定地と重ならない部分について、保存の可能性を検討していくことにした。
2015年（平成27年）5月25日、沼津市議会文教消防委員会の席で市教育委員会は、高尾山古墳の保存を断念して沼津南一色線の建設を進める方針を明らかにし、道路建設に先立って高尾山古墳を2年間の予定で発掘を行うとした。発掘は古墳の墳丘を少しずつ剥ぎ取りながら進められる予定とされ、沼津市教育委員会としてはこれまで高尾山古墳のような出現期の古墳の解体調査が実施された例はほとんど無く、また解体調査を通じて古墳築造方法についての検証が可能になるとした。また沼津市側は古墳解体の決定公表に際して、沼津市民の中から古墳保存を求める意見が見られないとの認識を示した。

### 古墳保存の声の高まりと方針の白紙撤回
沼津市が高尾山古墳の保存断念を公表した5月25日、日本考古学協会は高尾山古墳の保存を求める会長声明を公表した。声明の中で高尾山古墳は日本の初期国家形成過程の画期である古墳文化形成を解明する上で極めて重要な遺跡であると位置づけられ、日本国民共有の文化遺産として将来にわたって保存、活用すべきとされた。これまで日本考古学協会が遺跡の保存問題に関して会長声明を出したのは高松塚古墳、鞆の浦しかなく、高尾山古墳が3例目となった。また静岡県考古学会も6月23日に、高尾山古墳は日本でも最古段階の大型古墳であり、重要な学術的価値を有し、日本国民にとってかけがえのない貴重な文化遺産であるとして、保存と活用を求めた要望書を提出した。一方、高尾山古墳の地元である金岡地区の5自治会は6月2日、朝夕の渋滞がひどく交通事故が多い等、劣悪な交通事情を訴えて沼津南一色線の早期建設を要望した。
沼津市の古墳解体の方針発表後、古墳保存、そして道路建設の推進を求める様々な声が錯綜する中、沼津市内で高尾山古墳の保存を求める市民グループが相次いで設立された。設立された3つの市民グループは、高尾山古墳の保存を求めるとともに、この間、古墳を解体する手続きが進められていたことを市側が公にせず、市民不在のまま決定がなされたことを問題視し、6月16日、合同で市議会宛に陳情書を提出した。
この高尾山古墳の保存を求める市民団体からの陳情は、6月23日に市議会の文教消防委員会と建設水道委員会の連合審査会で検討が行われた。検討会の中で、古墳保存派の議員からは市民に全く知らされないまま古墳解体が決定され、古墳解体に関する予算案を提出したのはおかしいのではないかとの意見が出され、道路建設派の議員からも市民への周知をきちんと行ってほしいとの要望が多く出された。しかし高尾山古墳の墳丘を剥ぎ取りながら調査を進める発掘調査の予算は、6月24日に予算決算委員会を通過し、6月30日に市議会本会議で可決した。予算が市議会で可決されたため、高尾山古墳の消滅は決定したかに思えた。
しかし6月30日の市議会本会議後、栗原裕康沼津市長は予算の執行を保留する意向を表明した。栗原市長は保留の理由として、市民の中で高尾山古墳に対する関心が高まっている現状と、沼津のイメージ問題となっている現状を指摘した。そして古墳の保存問題に関して文化庁、国土交通省、静岡県などと改めて協議し、中立的な学術経験者らからなる協議会を設け、市民も協議会の傍聴ができるようにするプランを表明した。結局、沼津市は8月6日に臨時記者会見を開き、会見の席上、古墳の解体方針は白紙撤回するとして、古墳の保存と道路建設の両立の道を探る協議会の設立を正式に発表した。この会見の席で栗原市長は方針転換の理由として、保存を求める学会の声明や、高尾山古墳の問題が想定を遥かに上回る世間の関心を集めたことを挙げた。また9月3日に行われた道路の早期着工を求める岡宮自治会の要望に対し市長は、高尾山古墳の保存問題は国土交通省が関心を持っていて、沼津市のみの意向で決められる問題ではなくなった、と説明した。加えて11月10日に金岡中校区で実施された市長と語る会での席上では、高尾山古墳の保存問題が全国規模の問題となってしまい、国土交通省から費用や技術面での援助をするので古墳保存と道路建設の両立の検討を行うよう促されたと説明しており、古墳解体方針の白紙撤回の背景には国土交通省の意向があったとしている。

### 協議会の設置と議論
2015年9月3日、高尾山古墳保存と都市計画道路（沼津南一色線）整備の両立に関する協議会の第一回会合が開かれた。協議会は都市計画の専門家ら5名の委員から構成され、国土交通省、文化庁の職員がアドバイザーとして参加した。席上、まず沼津市側から高尾山古墳の学術的価値と、沼津南一色線建設の必要性について説明した。続いてこれまで沼津市が古墳と道路の両立案について検討した内容と、古墳保存と道路建設の両立が極めて困難な事情を説明した。このままではどう頑張ってみても古墳保存と道路建設の両立は不可能である。そこで沼津市側から、今まで検討してきた諸条件を見直せば打開策が得られるのでは、との提案があった。条件変更の要点は
- これまで制限速度60キロメートルとしていたものを、50キロメートルないし40キロメートルとする。
- 車線を4車線とする計画であったものを、2車線に出来ないか検討する。
- 上下線を分離する、歩道と車道を分離するなど、複断面の道路とすることを検討する。
- これまで古墳の周溝から5メートル以上の間隔を取って道路建設を行う計画であったものを、古墳の価値を損なわない範囲で間隔を狭める等の検討を行う。

の4点であった。結局、次回の協議会では4条件を緩和するとどのような案が考えられるのか沼津市側から提示されることになり、協議会ではそれらの案について検討する運びになった。
第二回の協議会は11月19日に行われた。協議会の席で、まず沼津市側から沼津南一色線の推計交通量から判断して2車線化は困難であると説明があった。続いて高尾山古墳の移築保存について議論された。高尾山古墳は土を突き固める版築工法によって墳丘を築造している。版築で作られた墳丘の移築は日本国内ではこれまで例が無く、技術的にも困難であることが説明された。そして古墳は築造された場所でかつて営まれていた人々の活動を示す物証であり、古墳を移築した場合、その価値が大きく損なわれるとした。更に協議会にアドバイザーとして参加していた文化庁の職員からも移築した古墳は史跡の指定対象外になる、と明言され、古墳の移築は検討対象から外された。
続いて沼津市側から、前回の協議会で提出を約束していた代替案が提示された。代替案は
- 残存している古墳の墳丘は破壊しない。
- 古墳が道路部分となってしまう場合は必要な保護措置を取る。
- 道路建設計画変更に伴う建物補償はできる限り少なくし、特に住居の再移転は可能な限り避ける。
- 追加の土地買収を少なく抑える。

という条件に基づいて立案された。
代替案は全部で9つ提案された。前述のように沼津南一色線の車線は当初計画通り4車線とされ、また古墳を高架で避ける方法は制限速度を40キロメートルまで落としても墳丘の一部にかかってしまい、実現不可能であることが判明した。一方、制限速度を50キロメートルにすると、道路を古墳の東ないし西側を通す方法や墳丘の下にトンネルを通す方法が取れることがわかった。9つの案は道路を古墳の東ないし西側を通す、古墳の下にトンネルを掘る、そして上下4車線にするか、または2車線の上下線を分離して建設するという各方法の組み合わせで考案された。古墳の東側に道路を通す方法はどうしても古墳の一部に道路を通さざるを得なくなるため、道路の路盤下となる古墳部分を鉄板や発泡スチロールなどで保護した上で道路を通す計画となった。各案を比較してみるとトンネルを用いる方法はどうしても費用が高くなり、また案によっては建物補償の件数が多めとなり、また住居の再移転が必要となる案もあった。
各案はそれぞれ一長一短があると評価された。まず4車線のS字カーブで古墳西側を通す案は、建物補償と再移転が多くなることが難点とされた。また上下線ともトンネルとする案は整備費用が50億円を超えると試算され、費用の高さが問題となった。一方、古墳の東側に道路を通す案では、前述のようにどうしても古墳の一部が道路の路盤の下となってしまうことと、道路建設工事開始前は高尾山古墳の墳丘上に鎮座していて、古墳と深い繋がりがある高尾山穂見神社と熊野神社が道路によって高尾山古墳本体と分断されてしまうことが難点とされた。9つの案について協議会の委員が検討した結果、費用的に安価で建物補償と再移転が比較的少ないことから、4車線の道路で古墳の西側にT字の交差点を設ける方法が有力となった。
2016年（平成28年）2月2日、最終となる第3回目の協議会が開かれた。9つの案のうち、建物補償と再移転が多いことから墳丘西側を4車線のS字カーブで古墳を避ける方法と、費用が高額となることから4車線のトンネル案と上下2車線のトンネル案の、計3案が候補から外された。第二回の協議会と同様、4車線の道路で古墳の西側にT字の交差点を設ける方法を推奨する委員が多かったが、朝夕の通勤ラッシュ時などに交差点があることによって渋滞が発生する可能性があることや、道路が屈曲することによって衝突事故が起きる可能性が指摘された。また交差点に信号を設置する関係上、静岡県の公安委員会の了承も必要とされた。
協議会としては4車線のT字路案を候補として推薦することも考慮したが、この案は前述の交通面での懸念とともに、住宅の再移転が1件出てしまうことも問題視された。委員の中から再移転が必要となる案を協議会の推薦案とすることに強い反対があり、結局、6つの案についてそれぞれの評価をまとめた上で、5名の委員のうち3名が4車線のT字案を推薦案とすることでまとまった。
協議会の提案を受けて、栗原市長は3名の委員が推薦した4車線のT字路案を採用する意向を示し、案の実現のために必要となる県の公安委員会との協議に入った。

### 保存と道路工事との狭間で

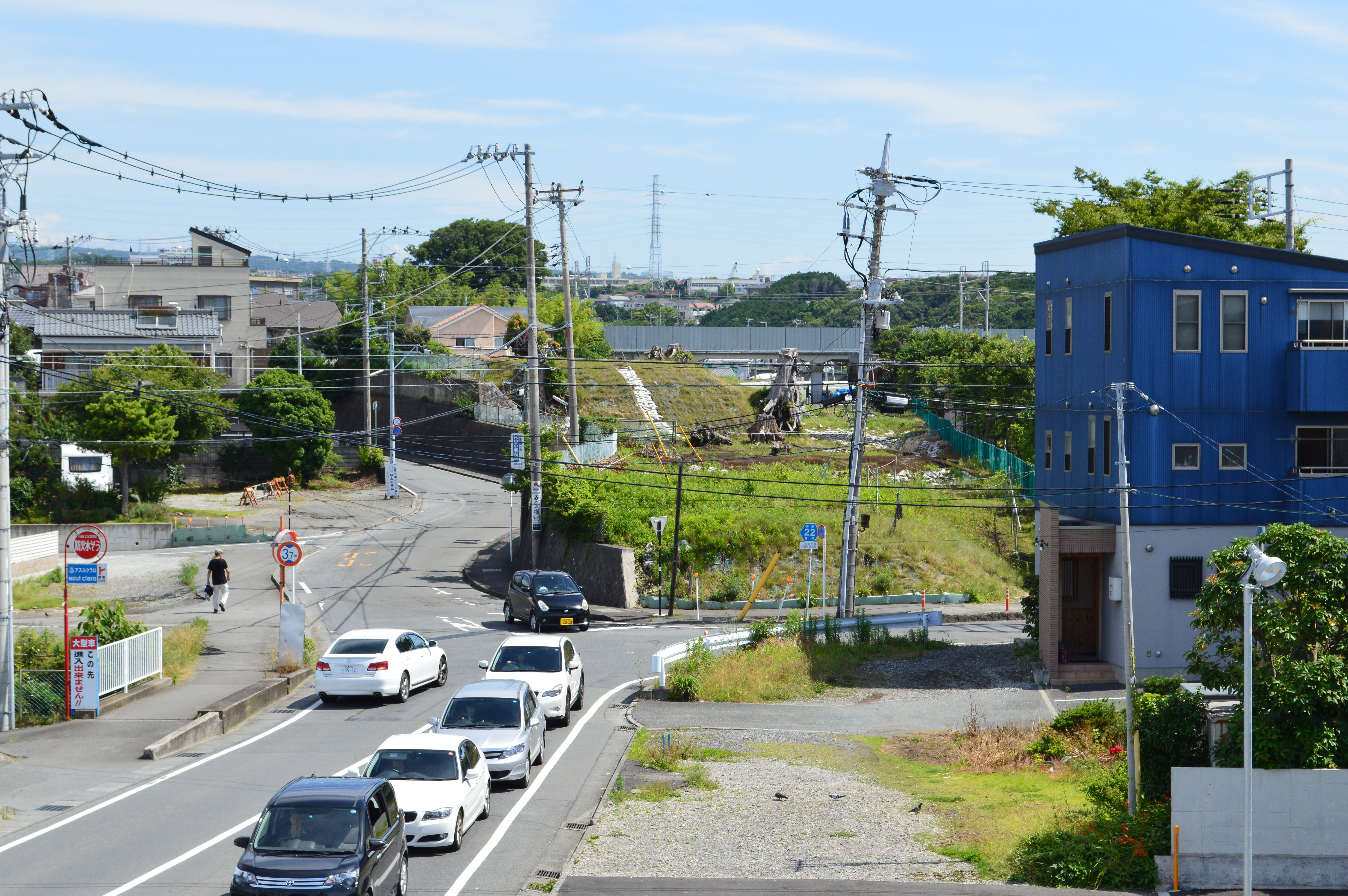
南方から望む古墳の現状（2015年6月時点）

2015年（平成27年）8月6日、沼津市は高尾山古墳の解体方針を白紙撤回し、古墳保存と道路建設の両立を目指す方針に転換した。その後9月3日には古墳保存と道路建設の両立について考える第一回の協議会が開かれた。第一回協議会の開催後、沼津市は地元金岡、門池地区の連合自治会で、市の方針転換について説明会を開いたものの、両地区とも古墳保存と道路建設の両立という考え方自体に拒否感が強く、古墳を解体して道路工事を進めて欲しいという希望が強く出された。
協議会の議論を受けて4車線のT字路案を採用する方向となり、2016年（平成28年）2月12日に沼津市議会本会議で行われた栗原市長の施政方針演説の中で、高尾山古墳を国指定史跡とする取り組みを行い、古墳の活用方法の検討に入るとした。また同日より沼津市は高尾山古墳保存費用の寄付の受付を開始した。3月8日に沼津で行われた狗奴国サミットは会場がほぼ満席となる盛況となり、高尾山古墳の保存運動を展開している市民グループ代表からは、高尾山古墳に対する関心の高さが古墳保存の後押しをすると挨拶し、また古墳東側に道路を通す案は古墳活用にとって望ましくないとの意見が述べられた。
ところが4車線のT字路案の採用についての静岡県公安委員会との協議は難航した。問題となったのは協議会でも4車線のT字路案の課題とされた交通安全面の問題であった。県公安委員会はT字路方式では屈曲部の大型車の並進時などに危険があると判断し、許可を得るのは困難となった。また地元からの要望があった沼津南一色線に接続する東西方向の道路整備も困難であることもネックとなった。沼津市側としては県公安委員会との協議が難航する中でも4車線のT字路案の整備案を中心に進めたいと考えていたが、結局は断念することになり、協議会で話し合われた残りの5つの案を中心に道路整備案を練り直すことになった。
古墳保存と道路建設との両立が難航する中、地元の東熊堂、西熊堂の自治会対象に3回、説明会が開催されたが、やはり古墳と道路の両立を目指す方針に対する地元理解は得られていない状況が続いている。一方、高尾山古墳の保存を求める市民グループは、協議会で古墳と道路建設の両立について話し合われたのにもかかわらず、古墳保存の方針が決まらない中、結局、協議した内容が実現されないのではないかと憂慮した。またこれまで1000万円以上寄せられたという高尾山古墳保存の寄付金のことも考えると、古墳保存についての情報公開が必要であるとして、2017年（平成29年）5月11日に沼津市に質問状を提出した。沼津市側は質問状に対して、4車線のT字路案は断念したものの古墳の現地保存という方針に変更は無く、国史跡の指定を申請していきたいとの回答を行った。そして静岡県考古学会は6月11日に改めて高尾山古墳の保存と活用を求める声明を採択し、6月30日に沼津市側に伝達した。沼津市側からは4車線のT字路案は実現困難で他案を検討中であり、高尾山古墳の国の史跡指定を目指すとの回答があった。
2017年（平成29年）12月21日、沼津市は高尾山古墳の保存と道路建設について検討を重ね、また道路と文化財保護の関係者などとの協議を進めてきた結論として、都市計画道路沼津南一色線の西側車線（上り車線）は古墳の下をトンネルで、そして東側車線（下り車線）は古墳と熊野神社、高尾山穂見神社との間の地上を通す案を採用する方針を発表した。この案は高尾山古墳保存と都市計画道路（沼津南一色線）整備の両立に関する協議会で協議された中に含まれており、当初案では古墳の上を東側車線（下り車線）が通過する構造となるため、山砂、発泡スチロール、鉄板で古墳の保護措置を講じた上で道路を通すこととして、総工費は26億円と見積もられていた。
この案は地元からの強い要望があった東西方向への連絡道路の確保、そして走行車両の安全性という点で他案よりも優れていると判断された。また新たな建物移転の必要が無く、土地の追加買収も他案よりも少なく済む点も評価ポイントとされた。ただ、古墳上を道路が通過するという当初案では、地盤が軟弱であるため古墳ごと沈下してしまうおそれが高く、沈下を防ぐために地盤強化を行うと古墳を毀損してしまうため、東側車線（下り車線）については古墳を跨ぐ橋梁を設ける方針となった。その結果、工事費用は当初見込みの26億円から35ないし40億円と増大するが、当初案では課題とされた古墳と隣の熊野神社、高尾山穂見神社が分断され、古墳の一部が道路の路盤下になってしまう問題は、橋が古墳を跨ぐ構造とすることによって軽減されるとした。しかし東側に設けられる橋梁は、橋脚が古墳の周溝域に立てられることになる可能性が高く、古墳の一部が橋の下となることも景観上の点から問題となり得る。沼津市としては今後道路建設を進めるとともに、高尾山古墳の史跡指定を目指し、近くに駐車場を整備して古墳のガイダンス施設を充実させるなど、古墳の保存、活用を図っていくとした。
沼津市は平成30年度（2018年度）に、『都市計画道路沼津南一色線道路設計等に関する基本計画』を策定した。これは「道路と古墳を含む周辺までを一体的
な空間として設計し、質の高い意匠等を施すことで、良好な景観の形成を目指す」ことを目的としたものであった。この基本計画で都市計画道路沼津南一色線の東側2車線は橋梁、西側2車線はトンネルで古墳を避ける方式の工事計画を採用することによって古墳の活用と、地域において重要度の高い道路の整備の両立を図り、また橋梁とトンネルで古墳を避けるという技術的にも難易度が高い工事を進めるために、道路と高尾山古墳周辺の整備案について設計競技を行うことになった。
2019年7月に設計競技の募集要項が公表され、7件の案が提出された。10月20日に一次評価が行われ、4件の案が二次審査へと進んだ。2020年2月8日には公開のプレゼンテーション並びに質疑が行われ、同日に行われた評価委員会で高尾山古墳を毀損せず、工事中に重機を古墳内に設置する必要がない工法を採用し、また周辺整備に関しても安全面、利便性、景観との調和の面から優れていると判断された案が採用されることになった。
2022年4月23日、沼津市は『都市計画道路沼津南一色線及び高尾山古墳の整備スケジュール』を公表し、都市計画道路沼津南一色線の工事、高尾山古墳の史跡指定に向けての意見具申並びに保存活用のスケジュールを示した。2022年12月22日、文部科学大臣宛に高尾山古墳の史跡指定を求める意見具申書を提出した。文化審議会は2024年6月24日、文部科学大臣に高尾山古墳の史跡指定を答申し、10月11日付の官報号外第238号　文部科学省告示第142号により正式に史跡に指定された。

## 現地情報
所在地
- 静岡県沼津市東熊堂北方

交通アクセス
- 東海旅客鉄道（JR東海）東海道本線・御殿場線 沼津駅 （徒歩約30分）

関連施設
- 沼津市文化財センター（沼津市志下） - 高尾山古墳出土品等を保管・展示。

周辺
- 長塚古墳 (沼津市) - 静岡県指定史跡。
- 子ノ神古墳 (沼津市) - 沼津市指定史跡。